# Jardín de plantas de París
El Jardín de plantas de París (apócope de «Real jardín de las plantas medicinales», términos en francés designados como Jardin des plantes para la apócope usada actualmente y Jardin royal des plantes médicinales para el nombre de origen), con una extensión de 23,5 hectáreas, es un jardín botánico abierto al público. Se encuentra en París, en el 5ème arrondissement (V Distrito) de París, entre la Gran Mezquita, el Campus Universitario de Jussieu y el río Sena.
El jardín botánico, con todos los edificios que contiene, es desde 1635 la sede de una de las principales instituciones francesas de investigación científica. De 1635 a 1793 fue llamado oficialmente Jardin royal des plantes médicinales («Real Jardín de las Plantas Medicinales») pero con el tiempo se le acabó por llamar por la forma abreviada Jardin des plantes («Jardín de plantas»). En 1793 la Revolución francesa cambió el nombre del Jardín Real por el de Muséum national d'histoire naturelle (Museo Nacional de Historia Natural). 
Este jardín, con todo lo que contiene (parterres, invernaderos, edificios de exposición al público, laboratorios, casa de fieras, etc.), está inscrito como «Monument Historique (France)» MH (1992).
El jardín botánico y su anexo el Arboreto de Chèvreloup están inscritos en la asociación de ámbito francófono Jardines botánicos de Francia y de los países francófonos (Jardins botaniques de France et des pays francophones).

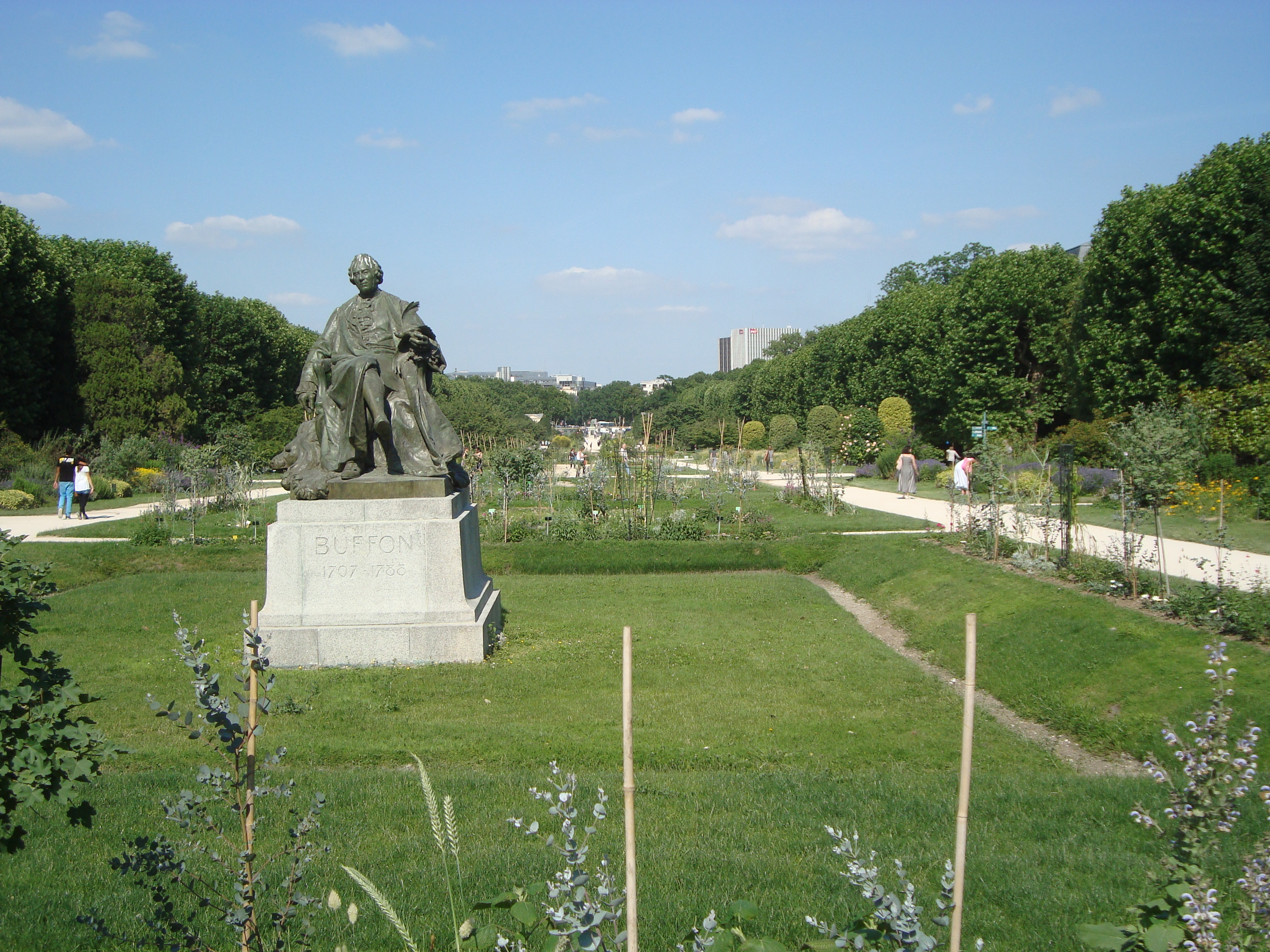
Perspectiva del jardín

El jardín botánico y su anexo el Arboreto de Chèvreloup asimismo tienen código de identificación como miembro del "Botanic Gardens Conservation Internacional" (BGCI), así como las siglas de su herbario es P.

## Localización
Jardin des plantes de Paris, Muséum national d'histoire naturelle, Département des Jardins botaniques et Zoologiques, Case postale 45, 57 rue Cuvier, Paris F-75005 France-Francia.
Planos y vistas satelitales.48°50′38″N 2°21′35″E / 48.84389, 2.35972
El Arboreto de Chevreloup:
Arboretum de Chèvreloup Parc du château de Versailles 30, route de Versailles, Rocquencourt, Yvelines, Île-de-France, France-Francia.
Planos y vistas satelitales.48°49′49″N 2°6′42″E / 48.83028, 2.11167

## Atractivos del jardín

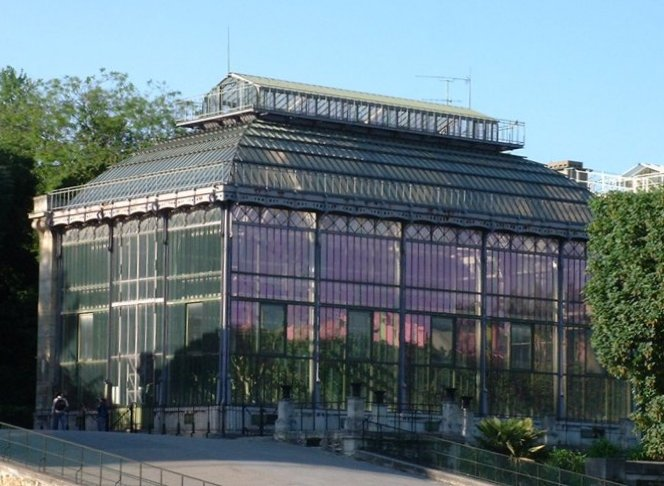
Invernadero de las plantas de Nueva Caledonia (hasta 2010 llamado «invernadero mexicano»).

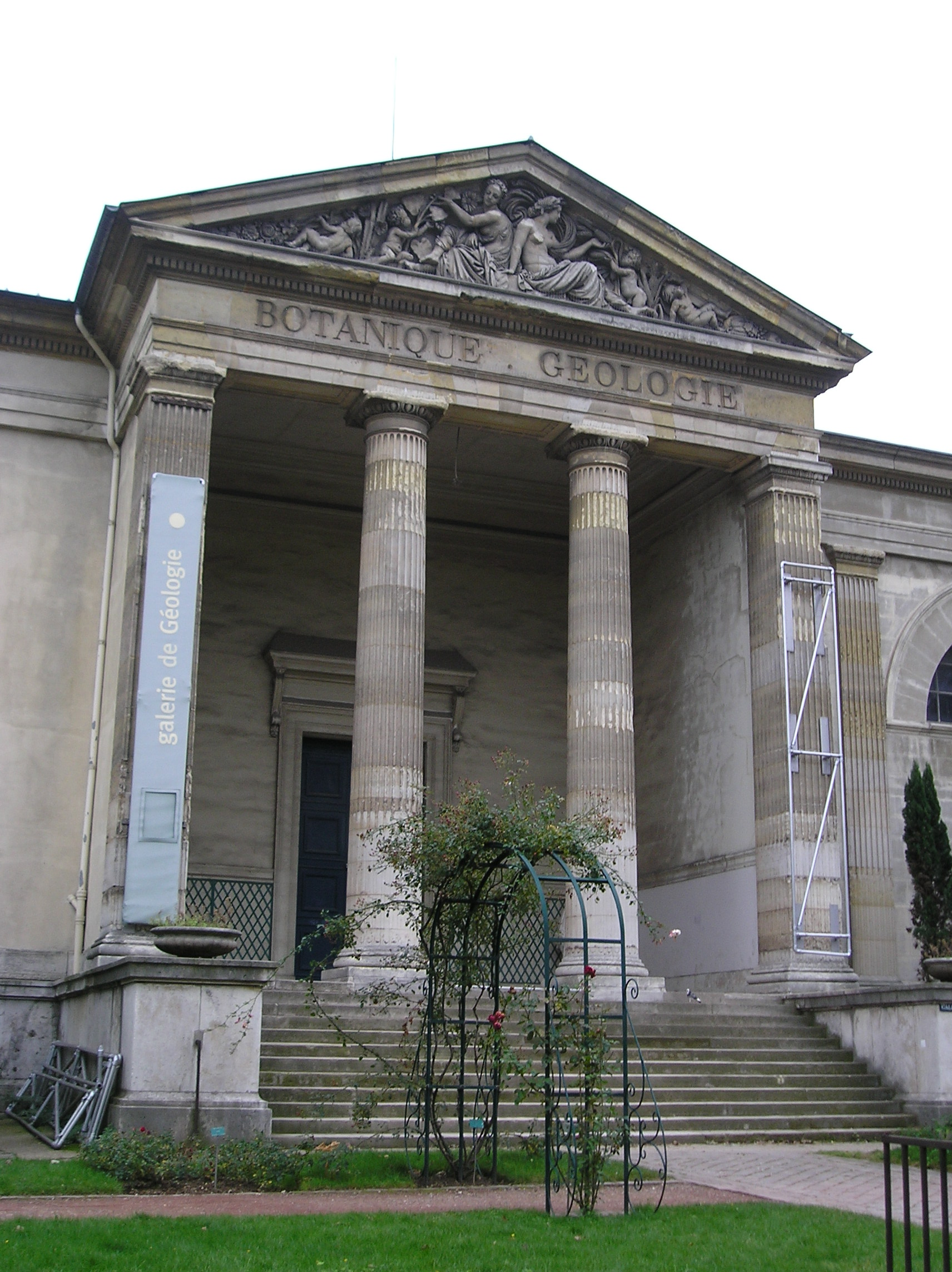
Acceso a las antiguas galerías de botánica y de geología, edificio hoy en día dedicado exclusivamente a la mineralogía y a exposiciones temporales. Es esta misma parte del edificio, visible en la fotografía, la que de 1972 a 2005 había albergado la galería de paleobotánica.

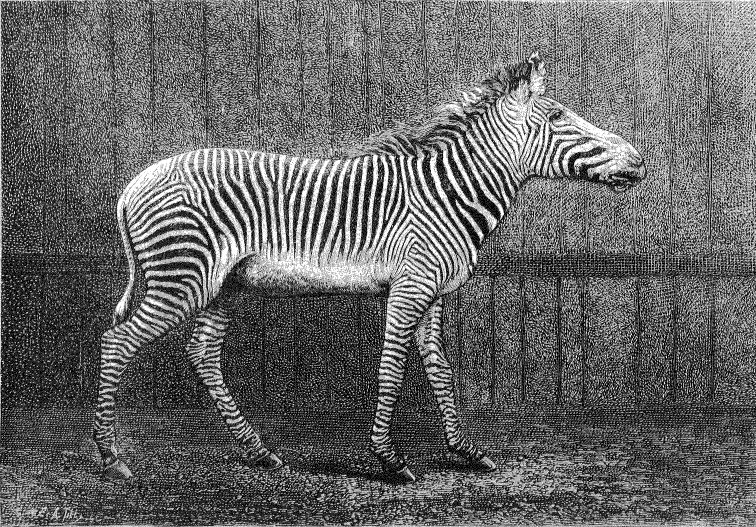
Equus grevyi en la Ménagerie (casa de fieras). Obsequio de Menelik II a Francia (Imagen de 1882).

Una gran vista panorámica (500 m de largo por 3 ha) se extiende desde la plaza Valhubert, cerca de la orilla del Sena, con la Gran Galería de la Evolución visible al fondo. Sus parterres a la francesa están bordeados por hileras de plátanos de Indias. A partir del mes de abril, los parterres están en flor y las colecciones de flores vivas cambian regularmente, totalizando unas mil variedades de plantas cultivadas.
La perspectiva se divide en dos explanadas: la explanada Milne-Edwards, con el nombre del director del Museo de 1890 a 1900, que se encuentra frente a la Gran Galería de la Evolución, y la explanada de Lamarck, por el lado del Sena. 
La explanada Milne-Edward sobre la zooteca situada en el subsuelo, que reúne unos cientos de miles de animales disecados, insectos, serpientes, reptiles y mamíferos. Frente a la Galería, en la cabecera de esta explanada, se encuentra una estatua en bronce de Buffon, obra de Jean Carlus (1908).

## Edificios, invernaderos, jardines y parterres

Plano del jardín

El Jardín de las Plantas está subdividido en varios espacios a los que también se da eventualmente el nombre de jardines. De una manera general, la superficie del Jardín de las Plantas se reparte entre dos grandes áreas, la mitad sur o «jardín a la francesa» (de ordenación geométrica) y la mitad norte o «jardín a la inglesa» (de ordenación asimétrica, en imitación de la naturaleza).
El jardín a la francesa, al que se accede por el lado del Río Sena por la verja de la plaza Valhubert (la entrada principal del Jardín) y por un acceso situado en la calle Geoffroy Saint-Hilaire, contiene los siguientes edificios y jardines:
- Las cuatro galerías destinadas a las exposiciones permanentes: la Galería de Mineralogía y Geología, la Gran Galería de la Evolución, la Galería de Paleontología y Anatomía Comparada y la Galería de Botánica.
- La antigua casa de la intendencia (llamada la «casa de Buffon», o también «casa de Lamarck», debido a que estos célebres naturalistas vivieron en ella). Actualmente este edificio alberga diferentes oficinas, entre ellas una de las oficinas de las Ediciones del Museo de Historia Natural (Éditions du Muséum).
- Los cinco invernaderos del jardín: el invernadero de las junglas tropicales húmedas, el invernadero de los desiertos y medios áridos, el invernadero de las plantas de Nueva Caledonia, el invernadero de la historia de las plantas, y los invernaderos curvos (todos son visitables excepto los invernaderos curvos, que están destinados a los jardineros y al personal botánico del Museo de Historia Natural).
- La biblioteca central del Museo Nacional de Historia Natural de Francia. Está construida completamente adosada a dos de los cuatro muros periféricos de la Gran Galería de la Evolución. Se accede a la biblioteca desde el interior del Jardín de las Plantas pero también desde otras dos entradas: desde el interior de la Gran Galería de la Evolución y desde una entrada en el exterior del jardín, la entrada de acceso situada en la calle Geoffroy Saint-Hilaire.
- En el interior, en la proximidad inmediata del acceso a la biblioteca central, se encuentra el acceso a la zooteca del Museo Nacional de Historia Natural de Francia. La zooteca es un búnker subterráneo que fue cavado y construido cuando en los años 1970 y 1980 se efectuaban las obras de refección de la antigua Galería de Zoología (Gran Galería de la Evolución). Desde que fue inaugurada en 1986, la zooteca oficia de almacén principalmente para todas las colecciones zoológicas relacionadas con los especímenes naturalizados.
- El jardín a la francesa propiamente dicho, también llamado la «perspectiva del Jardín de las Plantas». Efectivamente, cuando se entra por la verja de la plaza Valhubert, se ve en perspectiva toda esta parte del Jardín, con la estatua de Lamarck justo delante y al fondo la estatua de Buffon y la fachada de la Gran Galería de la Evolución. Esta extensa porción del Jardín está cubierta de numerosos parterres cuadrangulares y expone al público numerosas especies de plantas y árboles.
- El jardín de las peonías (jardin des pivoines). Entrando por la verja de la plaza Valhubert, a mano derecha se accede al parterre Brongniart (carré Brongniart) también llamado «jardín de rocas y peonías» (jardin de roches et de pivoines) o «jardín de las peonías» (jardin des pivoines). Es un parterre en el que se exponen rocas que muestran la diversidad geológica del planeta, diversidad ilustrada por muestras de rocas de todo tipo (sedimentarias, magmáticas, volcánicas y metamórficas). Estas muestras de rocas están expuestas entre diferentes variedades plantadas de peonías del Japón.
- El jardín ecológico (jardin écologique) es un gran parterre dejado expresamente en estado baldío para la observación de comportamientos naturales: arraigamiento espontáneo de las especies vegetales salvajes de la región parisina y avistamientos o instalación sedentaria de especies animales salvajes.
- El jardín de simples (jardin des simples), contiguo al jardín ecológico, es un pequeño parterre que hace parte del jardín ecológico y que recibe su nombre en honor a la época en que el Jardín de las Plantas todavía se llamaba Real jardín de las plantas medicinales, pues «las simples» (tanto en español como en francés: les simples) es otro nombre con el que se conocen las plantas medicinales.
- La escuela de botánica (école de botanique).
- El jardín alpino (jardin alpin).
- La rosaleda (roseraie).
- El jardín de los iris y de las plantas vivaces (jardin des iris et des plantes vivaces), también conocido como el «parterre de los iris» (carré des iris).

Al jardín a la inglesa se accede desde dos pequeños senderos situados a lo largo de un sendero mayor, el sendero Cuvier (allée Cuvier) pero también se accede a él desde el exterior del jardín por la verja de la esquina formada por el encuentro de la calle Cuvier y la calle Geoffroy Saint-Hilaire, además del acceso al jardín desde el número 57 de la calle Cuvier. El jardín a la inglesa contiene los siguientes edificios y jardines:
- La Casa de fieras del Jardín de plantas (ménagerie du Jardin des plantes), que contiene a su vez parterres, edificios y laboratorios, obviamente además de los recintos y jaulas destinados a albergar a los animales. La Casa de Fieras es el segundo zoo más antiguo del mundo todavía en actividad: fue fundado en 1794 mientras que el zoo de Viena fue fundado en 1752.
- Los «laberintos», que son dos elevaciones del terreno a las que se accede por una rampa situada entre los dos invernaderos del arquitecto Charles Rohault de Fleury. El «pequeño laberinto» (petit labyrinthe) está cerrado al público y consiste en un pequeño terreno baldío destinado a la observación de aves e insectos sociales. El «gran laberinto» (grand labyrinthe) está constituido por la colina Coypeau y es el punto culminante del Jardín de las Plantas. La colina está coronada por la glorieta de Buffon, un pequeño belvedere enteramente construido en metal en 1788 por las forjas de Buffon en Borgoña. Este pequeño belvedere es la más antigua estructura artquitectónica de Francia en haber sido enteramente construida en metal y se puede acceder a él desde la base de la colina, recorriendo un pequeño sendero que rodea la colina en espiral serpenteando desde abajo hasta arriba. El gran laberinto contiene también plantas y árboles de gran valor histórico, entre estos últimos uno de los más antiguos cedros del Líbano, plantado en el Jardín de las Plantas por el botánico francés Bernard de Jussieu en 1734.
- La fuente de los leones (fontaine aux lions). Es una reserva de agua situada al pie de la colina del gran laberinto. Hoy en día está en desuso pero todavía pueden admirarse sobre ella los dos leones de bronce que decoran la fuente desde 1863, obra del escultor Henri Jacquemont.
- El pabellón de los nuevos conversos (pavillon des nouveaux convertis). Desde la Revolución francesa son oficinas del Museo de Historia Natural pero si este edificio recibe tal nombre es porque en los siglos XVII y XVIII había sido la sede de un grupo caritativo cristiano que obraba en pro de la religión católica.
- El palacete de Magny (hôtel de Magny), una de las sedes administrativas del Museo Nacional de Historia Natural de Francia. Acabado de construir en 1700, este palacete privado (en francés hôtel particulier), se encontraba en las inmediaciones del Real Jardín de las Plantas Medicinales. Buffon lo adquirió en 1787 junto con sus jardines y añadió todo el lote al perímetro del Jardín de las Plantas. Desde 1793, con la creación del Museo Nacional de Historia Natural, los profesores del Museo eligieron el salón de honor del palacete de Magny como sala destinada a recibir sus asambleas. En la actualidad el palacete de Magny contiene los salones de honor en los que se recibe a personajes importantes, además de que es a la parte trasera de este edificio a donde se dirigen todos los correos postales que más tarde son redistribuidos a los diferentes servicios, laboratorios y departamentos del Museo.
- El anfiteatro Verniquet (amphithéâtre Verniquet), también conocido como el «Gran Anfiteatro» (grand Amphithéâtre). Cuando Buffon hizo comprar el lote de jardines del palacete de Magny, enseguida ordenó al arquitecto Edme Verniquet la construcción de un gran anfiteatro docente en el espacio anteriormente ocupado por los jardines del palacete. Se empezó a construir el anfiteatro en ese mismo año, en 1787, pero Buffon, que había fallecido desde 1788, nunca pudo asistir a la inauguración del Gran Anfiteatro del Jardín de plantas. Se inauguró finalmente en enero de 1795 y, desde entonces, el Museo Nacional de Historia Natural lo ha utilizado y lo sigue utilizando para su principal función, la docencia de la enseñanza superior, la ponencia de conferencias, y la celebración de coloquios y eventos. Desde el siglo XXI también pueden llevarse a cabo en este anfiteatro proyecciones de películas y documentales.
- El edificio de la ballena (bâtiment de la baleine). Este edificio era, originariamente en el siglo XVIII, uno de los edificios administrativos de la compañía de los coches de caballos de París (el equivalente actual de los taxis). En 1795 la Revolución suprimió ese organismo y confiscó el edificio, añadiéndolo al Jardín de las Plantas, del que era contiguo longitudinalmente por el lado de la actual calle Cuvier. En 1802, Georges Cuvier ocupó por primera vez el puesto de profesor de la cátedra de anatomía de los animales. Lo primero que hizo fue rebautizar la cátedra como «cátedra de anatomía comparada» (disciplina de la que él mismo era el fundador) e instalar en el antiguo edificio administrativo de los coches de caballos de París un nuevo espacio para las colecciones osteológicas, las primeras Galerías de Anatomía Comparada, que Cuvier hizo abrir al público por primera vez en 1806. Las colecciones migraron más tarde en 1898 a la actual Galería de Paleontología y Anatomía Comparada y en el siglo XX se destruyó parte del edificio para, desde el acceso de la calle Cuvier, instalar nuevos laboratorios. Sin embargo, de las dos alas que constituían el edificio de la ballena queda todavía un ala, en la que hoy en día el Museo de Historia Natural ha instalado un anfiteatro docente, el anfiteatro Rouelle, además de que en el cuerpo principal del edificio el Museo ha autorizado la implantación de un restaurante. El edificio de la ballena se llama así debido a un esqueleto de ballena que estuvo expuesto a la entrada del edificio entre mediados del siglo XIX y mediados del siglo XX.
- La casa de Cuvier (maison de Cuvier). Se llama así a este pequeño edificio porque uno de sus residentes fue el célebre naturalista Georges Cuvier (1769-1832). La casa de Cuvier es directamente adyacente al edificio de la ballena. A finales del siglo XIX, el edificio contenía el laboratorio en el que Henri Becquerel descubrió la radiactividad en 1896. En la actualidad la planta baja alberga la secretaría de la Sociedad de Amigos del Museo Nacional de Historia Natural y del Jardín de las Plantas (Société des Amis du Muséum national d'histoire naturelle et du Jardin des plantes).

### Las galerías
El Museo Nacional de Historia Natural de Francia llama «galerías» a los edificios o espacios dedicados a las exposiciones permanentes. Dentro del Jardín de las Plantas, los edificios llamados «galerías» son cuatro:
- La Galería de Mineralogía y Geología (galerie de Minéralogie et de Géologie, inaugurada en 1837 y abierta al público en 1840)
- La Gran Galería de la Evolución (grande galerie de l'Évolution, inaugurada en 1889 como la galerie de Zoologie -«Galería de Zoología»- pero restaurada y rebautizada con su nombre actual en 1994)
- La Galería de Paleontología y Anatomía Comparada (inaugurada en 1898)
- La Galería de Botánica (inaugurada en 1935)

La galería de Mineralogía y Geología fue inaugurada en 1837 en presencia del rey Luis Felipe I pero no fue abierta al público hasta 1840. Este edificio fue el primero en Francia en haber sido construido con el propósito de ser un museo. Dividido en tres partes, a este edificio se lo llamó primero nouvelle Galerie (Nueva Galería) o grande Galerie (Gran Galería) porque en realidad estaba concebido para albergar tres galerías además de la biblioteca del Museo Nacional de Historia Natural. Bajo el frontón triangular del acceso oriental se accedía a la antigua Galería de Botánica (transferida en 1935 con la construcción de un edificio completo para tal efecto, la actual galería de Botánica) y a la galería de Geología (desmantelada en los años 1990). En los locales desafectados de la antigua Galería de Botánica, el paleontólogo Jean-Pierre Lehman hizo instalar en 1972 la desaparecida galería de Paleobotánica (cerrada al público en 1998 y completamente desmantelada en 2005). En cuanto a la antigua Galería de Geología, que ocupaba la nave central del edificio, fue desmantelada a finales de los años 1990, pero el Museo Nacional de Historia Natural utiliza de todos modos este espacio para exposiciones temporales. Bajo el frontón triangular del acceso occidental se accedía a la antigua biblioteca y a la Galería de Mineralogía. La biblioteca del Museo migró en 1963 con la apertura e inauguración de la actual biblioteca central del Museo, situada cerca, al otro lado del edificio de la Gran Galería de la Evolución. En cuanto a la antigua Galería de Mineralogía, ha sido restaurada y rediseñada en 2014 y todavía sigue abierta al público.
La gran galería de la Evolución era la antigua galería de Zoología (inaugurada en 1889) pero un obús la dañó gravemente durante la Segunda Guerra Mundial y se fue deteriorando progresivamente hasta que tuvo que ser cerrada en 1965. En los años 1970 se empezó a proponer un plan de restauración y de modernización y las obras empezaron a mediados de los años 1980. La galería fue reconvertida y rebautizada en 1994 con su nombre actual para mostrar al público los mecanismos de la evolución y de la biodiversidad.
La galería de Paleontología y Anatomía Comparada fue inaugurada en 1898 con tres galerías en el interior: la Galería de Anatomía Comparada (galerie d'Anatomie comparée) en la planta baja, la Galería de Paleontología (galerie de Paléontologie) en el primer piso, y la Galería de Antropología (galerie d'Anthropologie) en el segundo piso (el segundo piso es en realidad un altillo que le da la vuelta a la parte alta del primer piso). En 1937 las colecciones de antropología fueron transferidas al Museo del Hombre y desde entonces el segundo piso está también ocupado por la paleontología, de ahí el nombre actual del edificio: «Galería de Paleontología y de Anatomía Comparada».
Como ha sido indicado más arriba, la antigua galería de Botánica (galerie de Botanique) estaba localizada desde 1837 en el ala oriental del edificio de la Galería de Mineralogía y de Geología. Sin embargo, la progresiva acumulación de muestras y especímenes hizo que con el tiempo esta primera galería de botánica faltase claramente de espacio (el herbario del Museo Nacional de Historia Natural de Francia es el mayor del mundo: está constituido por casi 8 millones de especímenes). Así es como a principios de los años 1930 la Fundación Rockefeller financió con su mecenazgo la construcción de un nuevo edificio para albergar las colecciones inertes de muestras de plantas y hongos. La nueva galería de Botánica, todavía utilizada en la actualidad, fue finalmente inaugurada en 1935. Desde 2013 el billete de acceso a la galería de Botánica da también acceso a los cuatro invernaderos visitables del jardín (y viceversa: el pago del billete para visitar los invernaderos da también acceso a la Galería de Botánica).

Las galerías
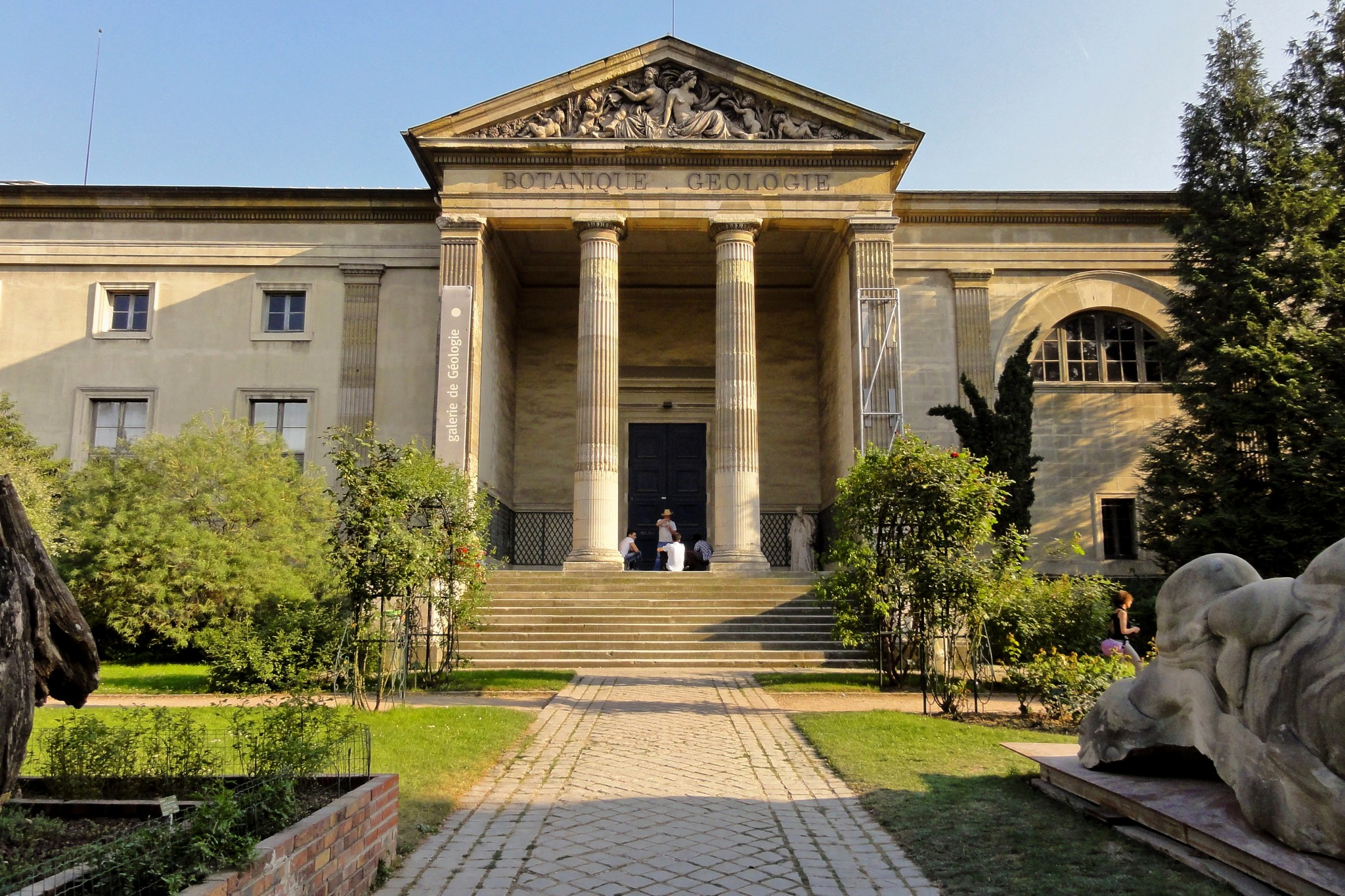
Galería de Mineralogía y Geología (1837)
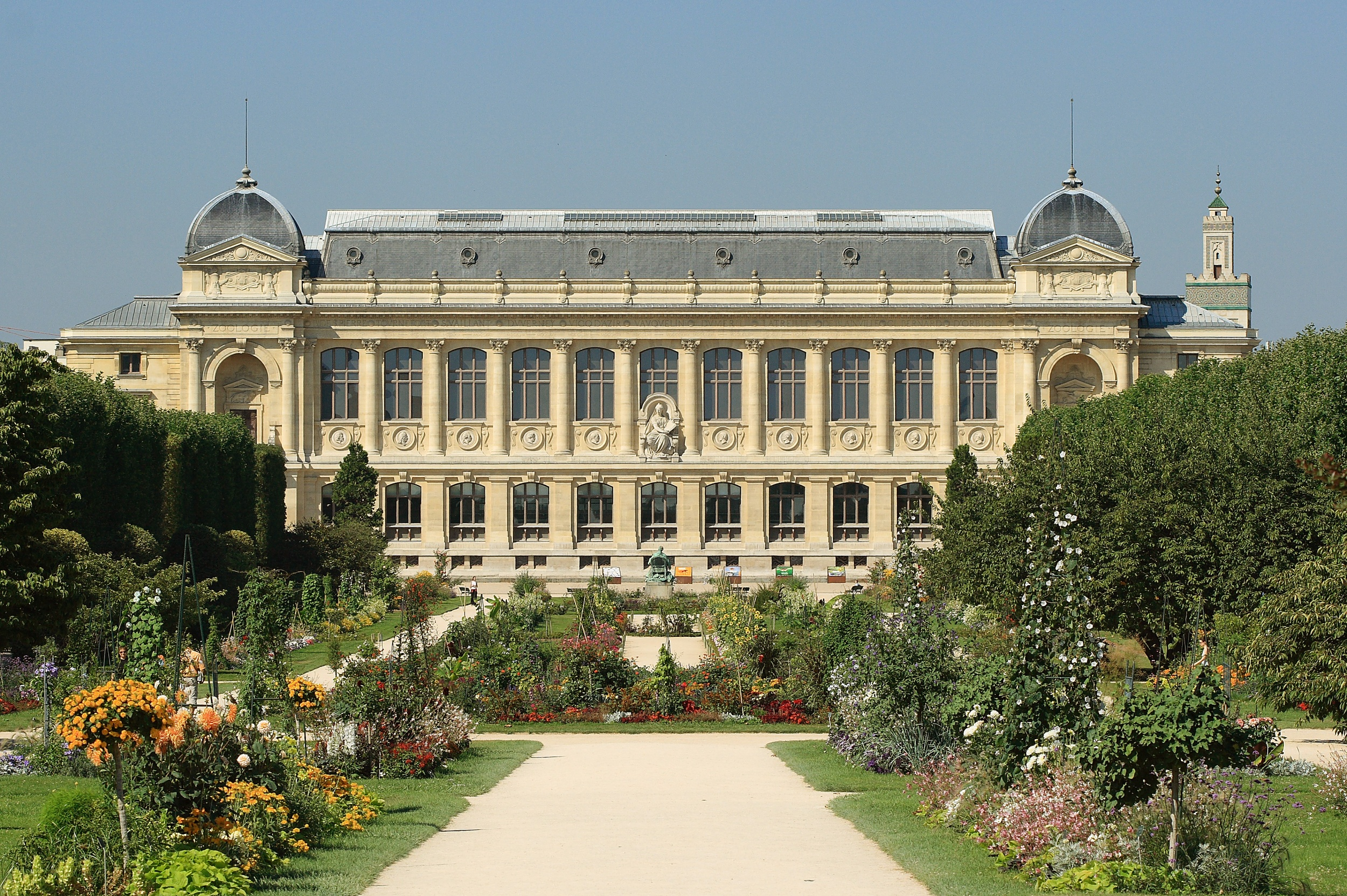
Gran Galería de la Evolución (1889)
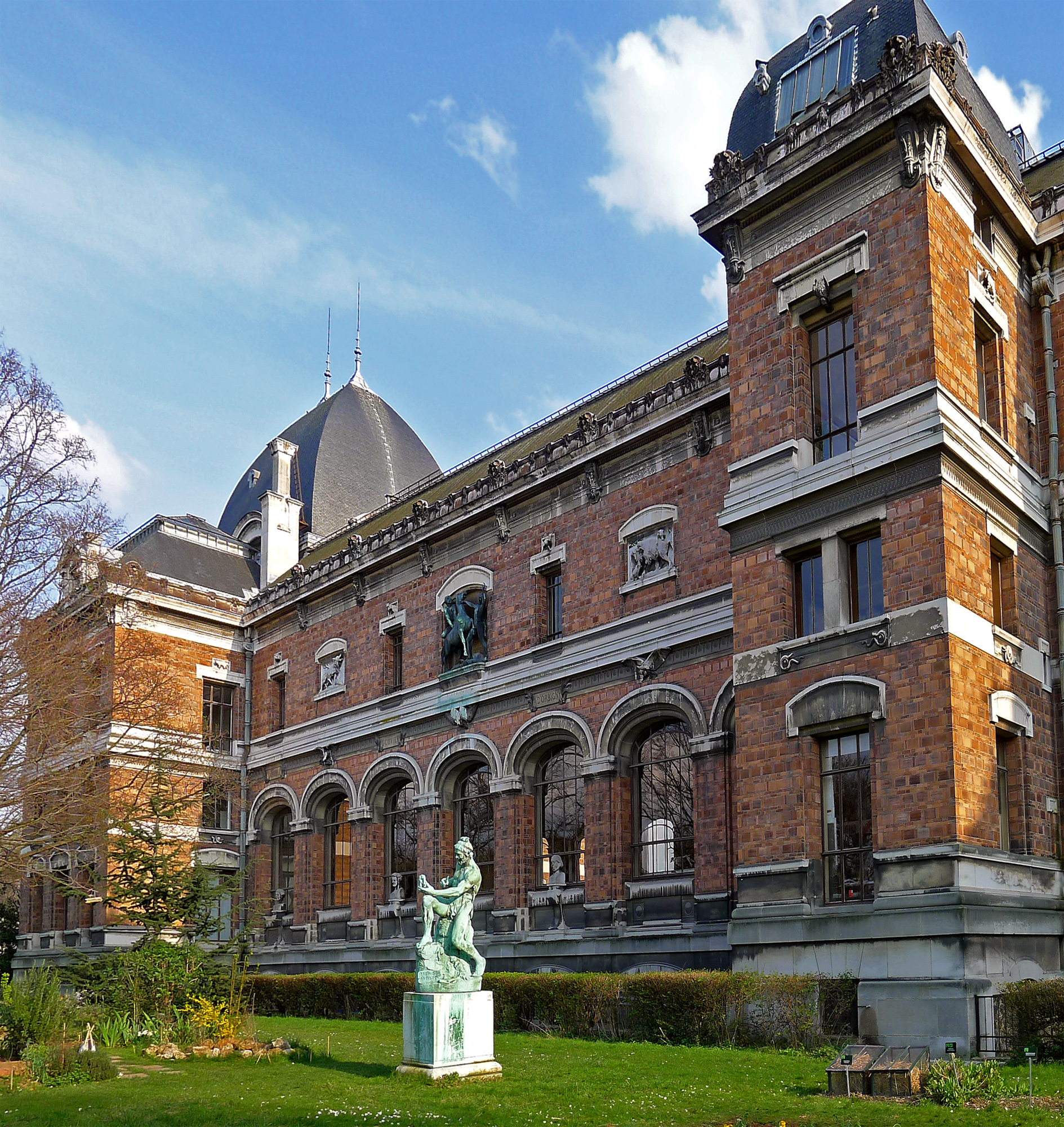
Galería de Paleontología y Anatomía Comparada (1898)
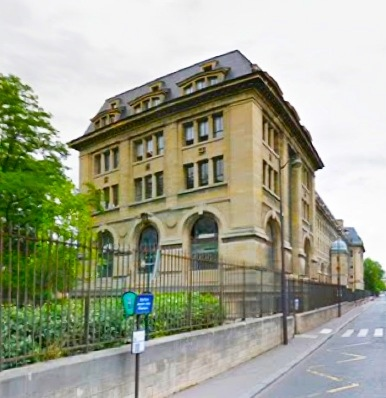
Galería de Botánica (1935)

### Los invernaderos
De los cinco invernaderos que hay en el jardín, cuatro están abiertos al público. Aunque en el pasado dos de ellos tuvieron armazones de madera (los invernaderos curvos y los «invernaderos coloniales»), todos en la actualidad son de armazón metálico. Los cinco invernaderos se encuentran alineados contiguamente uno detrás de otro, a lo largo de la perspectiva principal del jardín. Los invernaderos son los siguientes:
- El invernadero de las junglas tropicales húmedas (designado hasta 2010 como el «jardín de invierno»)
- Adosado a lo largo del invernadero anteriormente citado se encuentra el invernadero de los desiertos y medios áridos (designado hasta 2010 como los «invernaderos coloniales»)
- El invernadero de las plantas de Nueva Caledonia (designado hasta 2010 como el «invernadero mexicano»)
- El invernadero de la historia de las plantas (designado hasta 2010 como el «invernadero australiano»)
- Los invernaderos curvos (destinados al mantenimiento de las plantas del Jardín, estos invernaderos están cerrados al público, sólo están abiertos al personal botánico del Museo Nacional de Historia Natural de Francia)

El invernadero de las junglas tropicales húmedas fue inaugurado en 1937 y es el mayor de los cinco. De estilo art déco, de 750 m², de clima cálido y permanentemente húmedo (22 °C), es obra del arquitecto René Berger. Aquí se encuentran las plantas trepadoras, los ficus, las palmeras y las bananeras. Los invernaderos coloniales fueron construidos en madera y vidrio en los años 1930 e irremediablemente dañados durante la tormenta de finales de diciembre de 1999. Fueron reconstruidos a partir de 2005 e inaugurados en 2010 con un nuevo nombre y un nuevo propósito bajo la forma del actual invernadero de los desiertos y medios áridos. El invernadero de las plantas de Nueva Caledonia y el invernadero de la historia de las plantas son dos invernaderos gemelos. Obra de Charles Rohault de Fleury durante la primera mitad de los años 1830, los dos fueron inaugurados en 1836. Estos dos invernaderos fueron precursores de la arquitectura metálica en Francia. El invernadero de la historia de las plantas tiene la particularidad de alternar especímenes vivos actuales con especímenes fósiles aparentados, lo cual es una herramienta pedagógica muy útil para mostrar al público el curso evolutivo de las plantas.

### LaMénagerie
La Ménagerie («casa de fieras») es uno de los más antiguos parques zoológicos del mundo: se creó oficialmente en 1793 por iniciativa de Bernardin de Saint-Pierre aunque no abrió sus puertas al público hasta diciembre de 1794. Los fondos del parque estaban formados por los animales que se transfirieron desde la Ménagerie real de Versalles y de las casas de fieras privadas y extranjeras.
Actualmente alberga unos 1.100 animales, entre mamíferos, reptiles y pájaros, con unas 5,5 hectáreas de extensión, antiguamente ocupadas por los aserraderos de madera. Su cometido actual es el de preservar las especies en vías de extinción, como por ejemplo el caballo de Prjevalski, en coordinación con otras instituciones pertenecientes al museo. La casa de fieras abarca también un microzoo, donde se encuentran los artrópodos que nos acompañan en nuestra vida diaria, visibles con lupa binocular, así mismo un vivarium compuesto de reptiles de pequeño tamaño, de anfibios y de insectos.

Casa de fieras
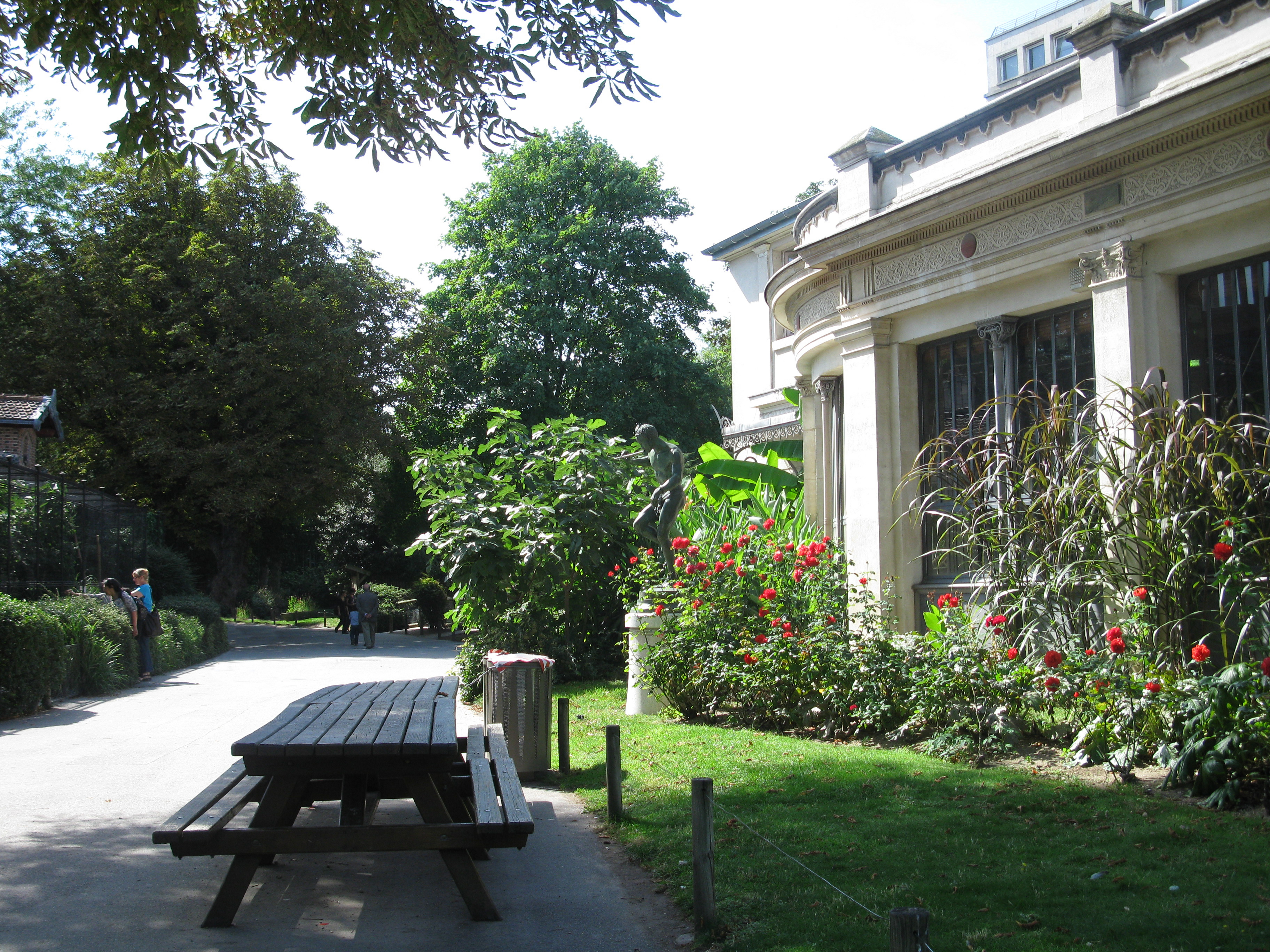
Entrada a la galería de Herpetología
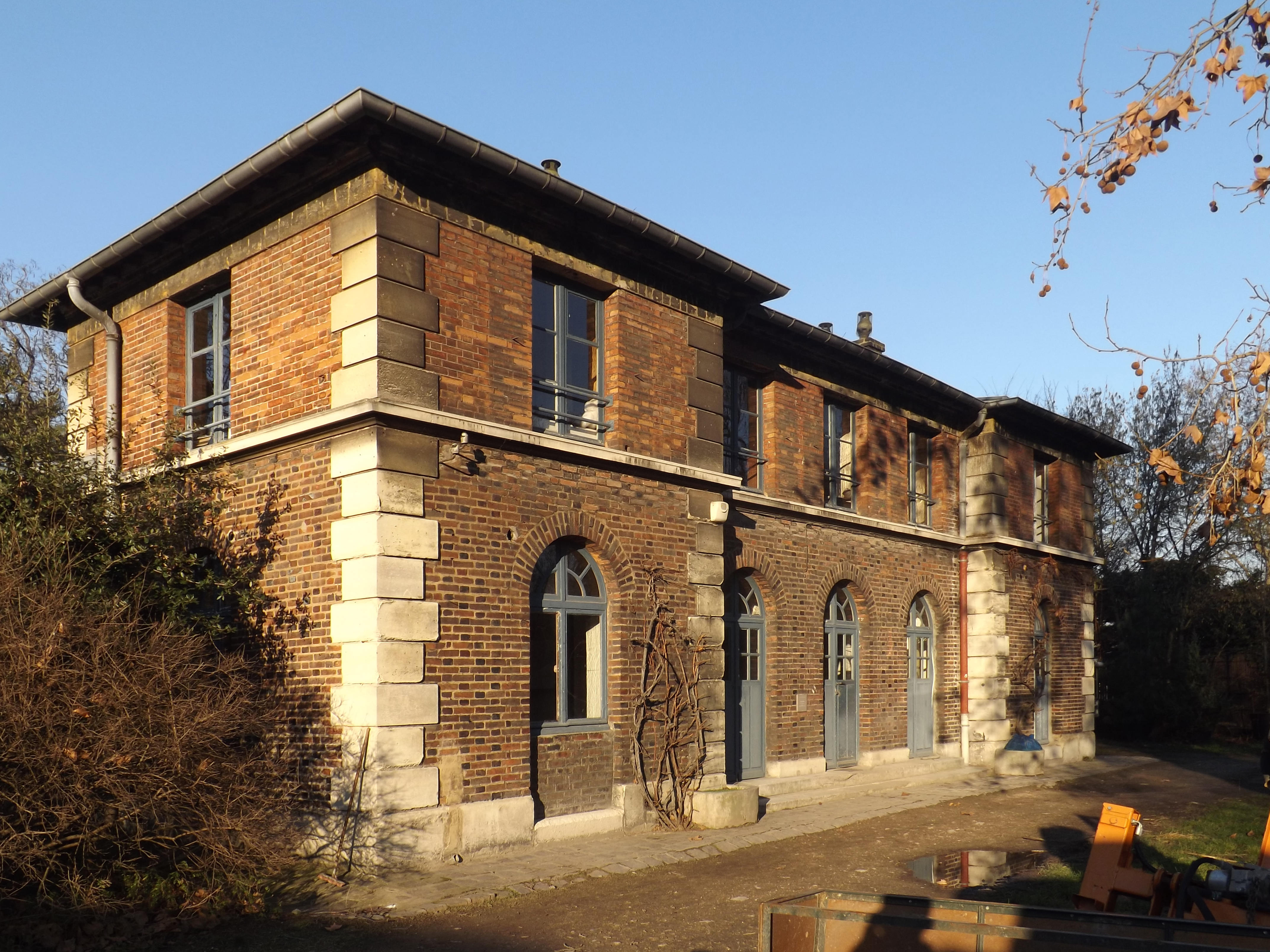
Laboratorios
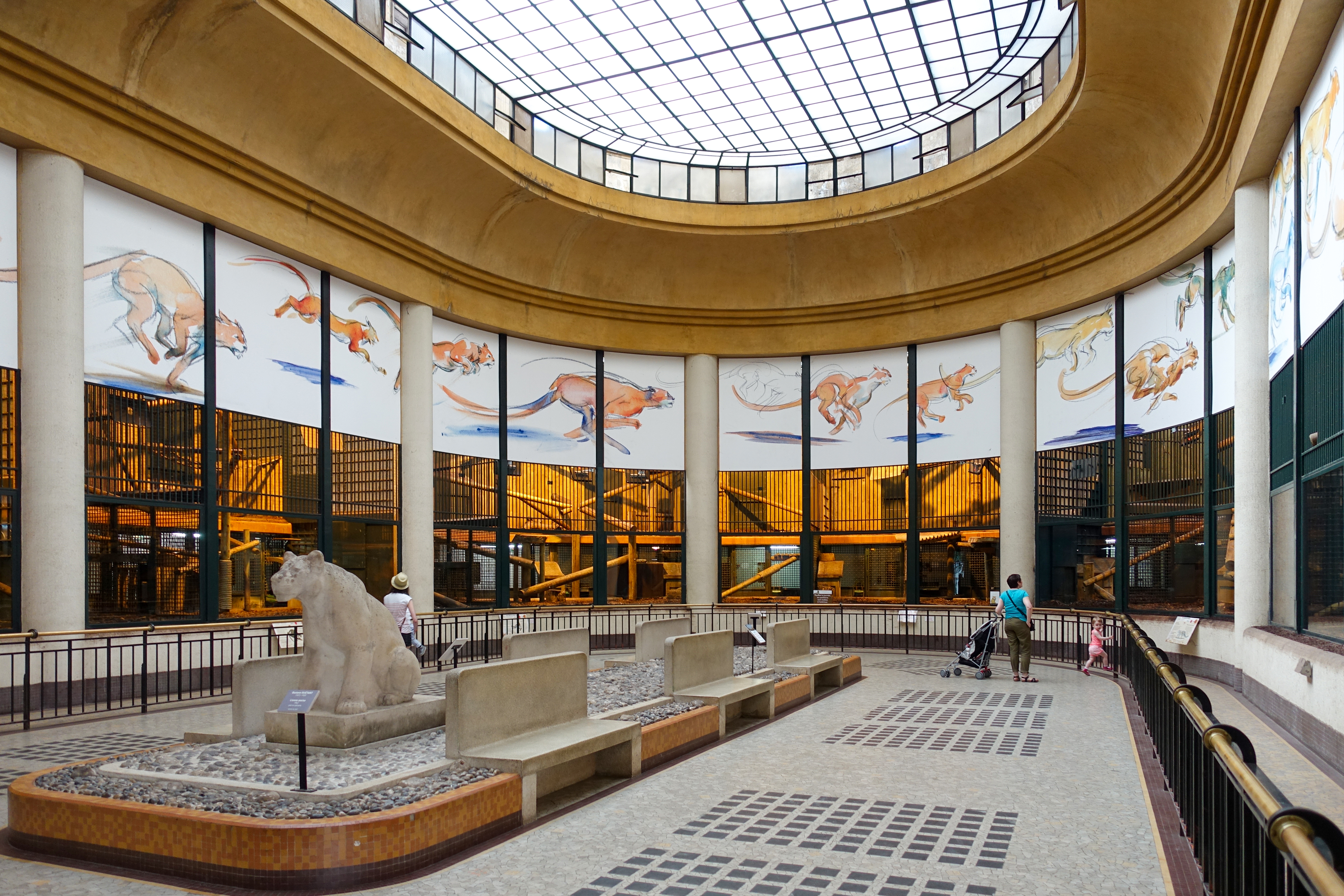
Interior de la galería de grandes carnívoros
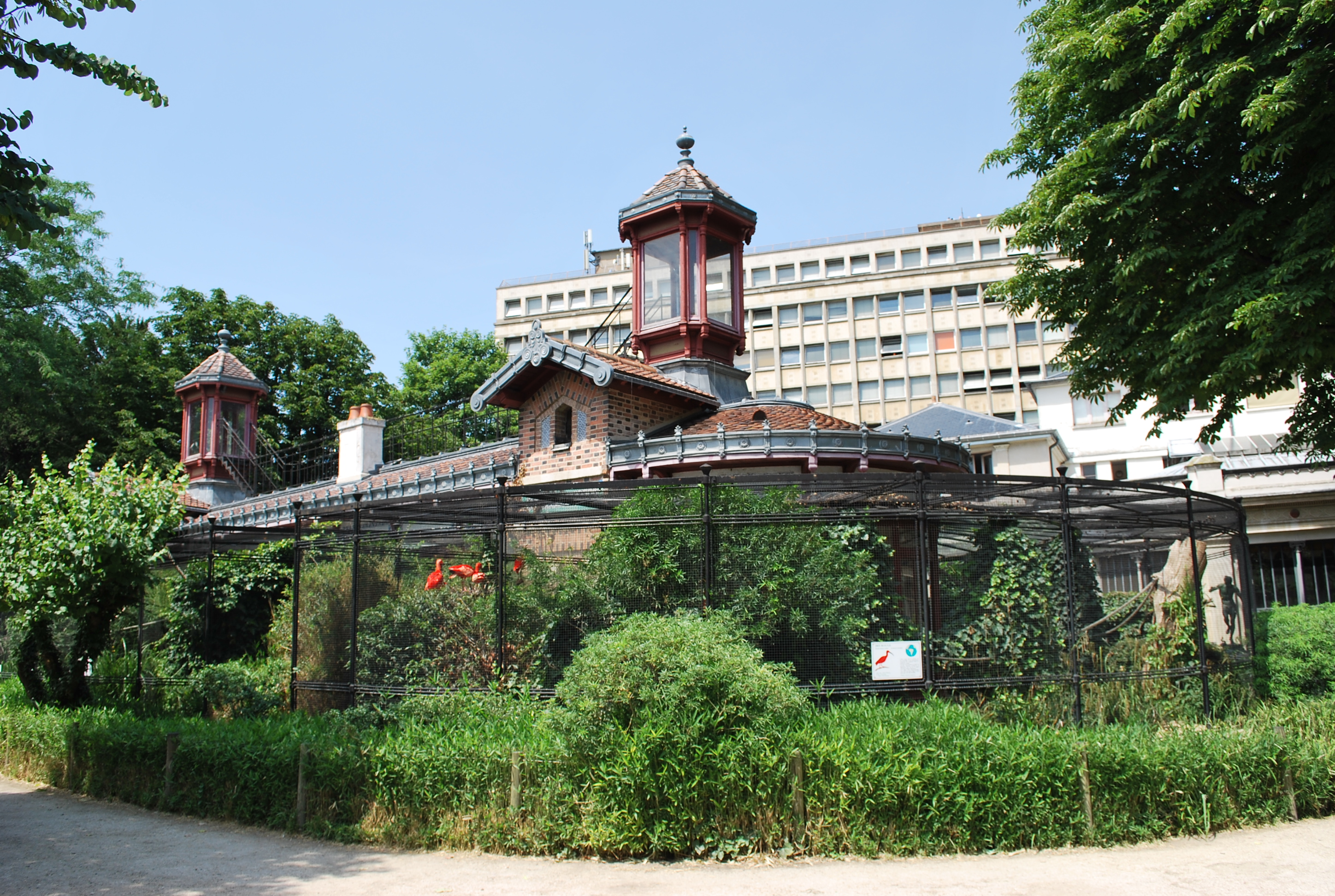
La faisanería es un monumento histórico

### El jardín alpino
El jardín alpino, se creó en 1931, con la intención de estudiar las plantas arbustivas y herbáceas de media montaña del mundo entero (Himalayas, Alpes, Córcega, etc.).

Alberga más de 2.000 plantas en dos zonas conectadas por un pasaje subterráneo. 
En el jardín se encuentra un árbol de pistachos macho, a partir del cual el botánico Sébastien Vaillant puso en evidencia la sexualidad de los vegetales en el siglo XVIII.[cita requerida]

### La escuela de botánica
Aquí se encuentran unas 4500 variedades de arbustos y de plantas, esta escuela fue creada por el botánico André Thouin en el siglo XVIII. 
La intención de esta colección, es la de presentar, de manera comprensible para el público, las especies susceptibles de vivir en nuestro medio ambiente rural.

Aquí se encuentran también algunos árboles históricos.

Los jardineros del Museo imparten numerosos cursos específicos.

### La rosaleda
Creada en 1990 longitudinalmente delante de la fachada de la Galería de Mineralogía y Geología, en la rosaleda del jardín se presentan al público las diferentes subespecies de rosas, expuestas de un modo ameno y fácilmente identificables. 
La rosaleda expone 170 variedades vivas de rosas europeas, plantadas a lo largo del sendero Haüy (allée Haüy). El sendero debe su nombre a René Just Haüy, pionero en el desarrollo de la cristalografía, quien además enriqueció las colecciones de mineralogía del edificio adyacente al sendero, la galería de Mineralogía y Geología. La rosaleda, justo delante del edificio, está adornada con dos estatuas: El amor prisionero de Félix Sanzel, y Venus genitrix de Louis-Marie Dupaty.

Jardines
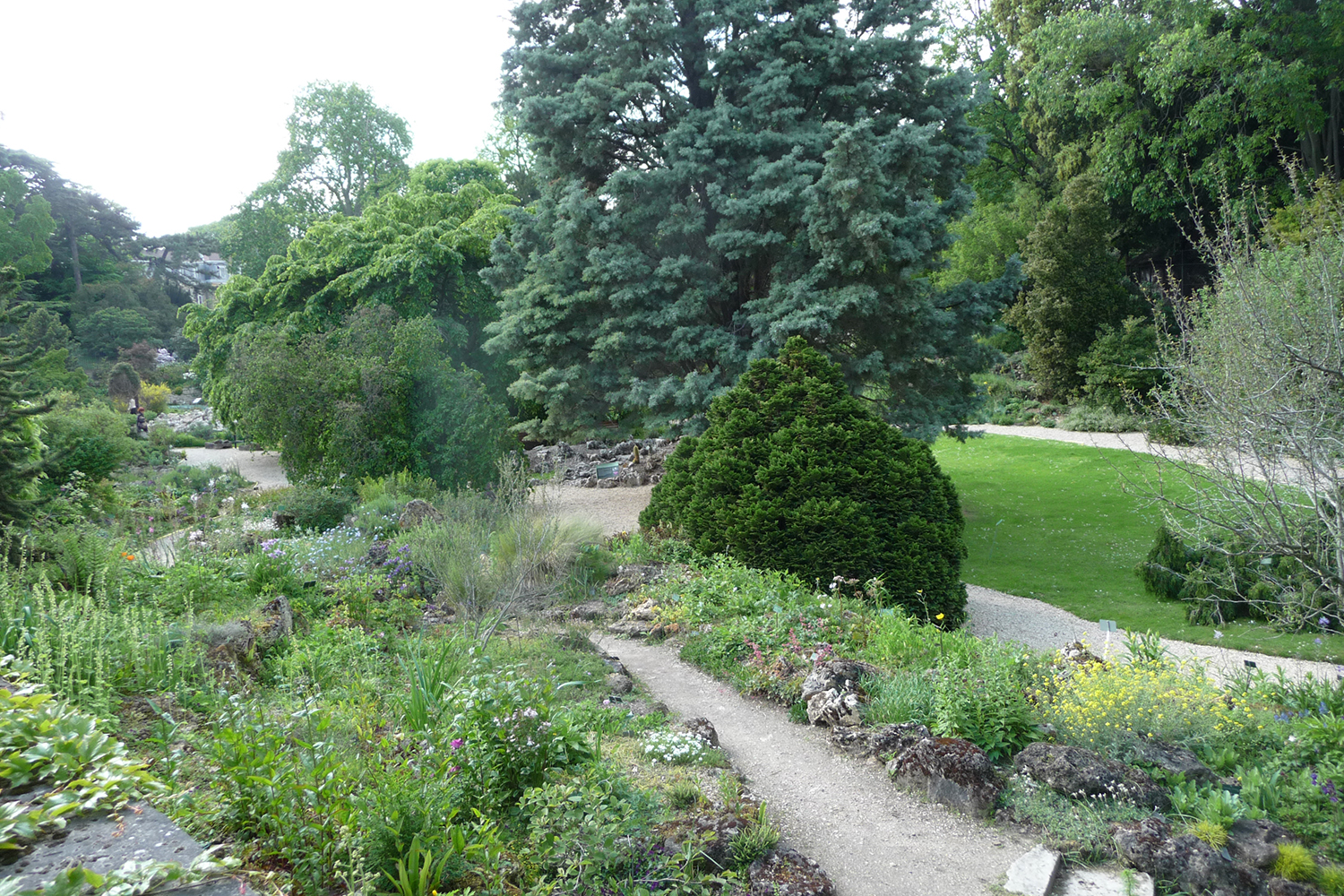
El jardín alpino
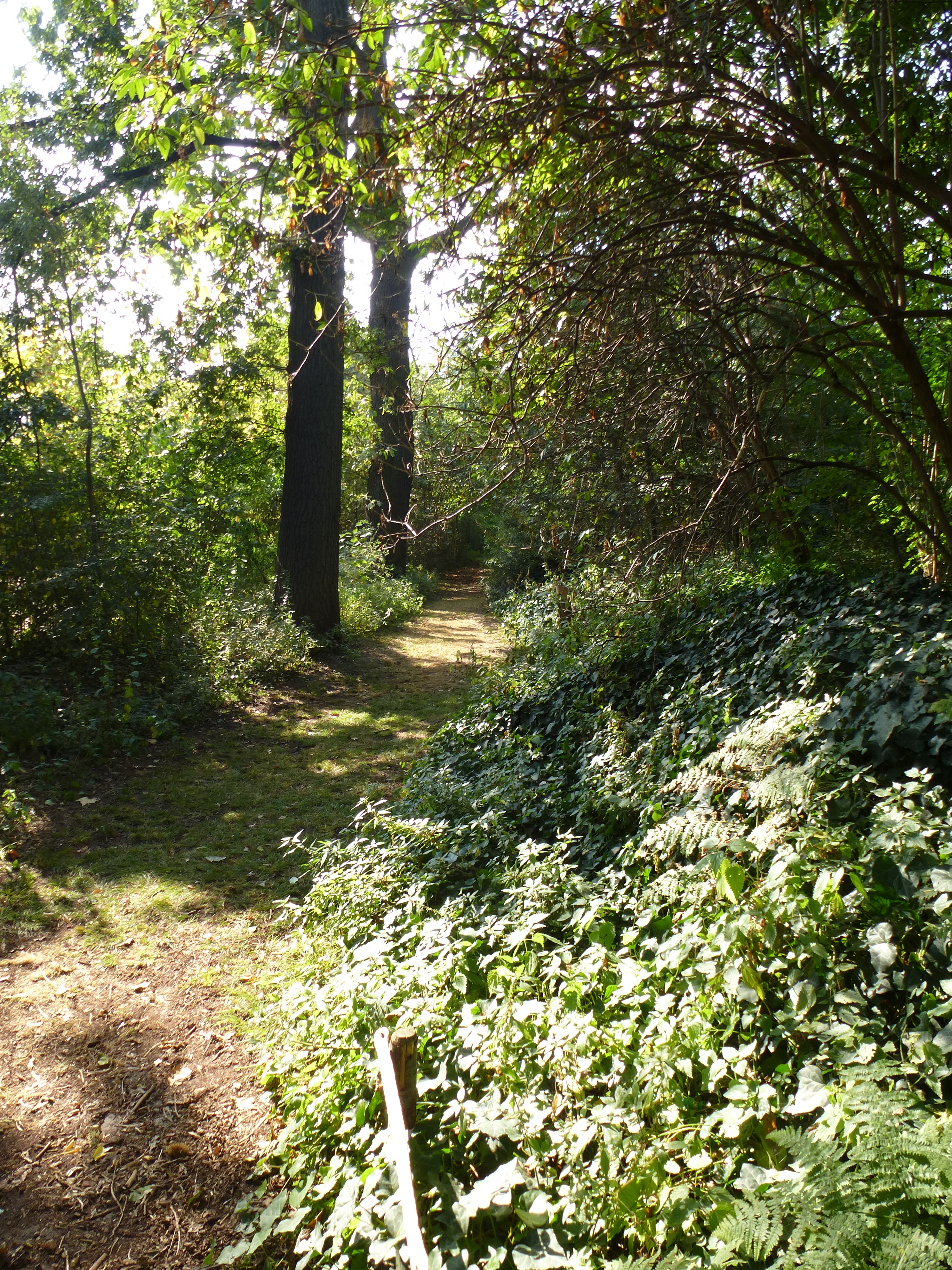
El jardín ecológico
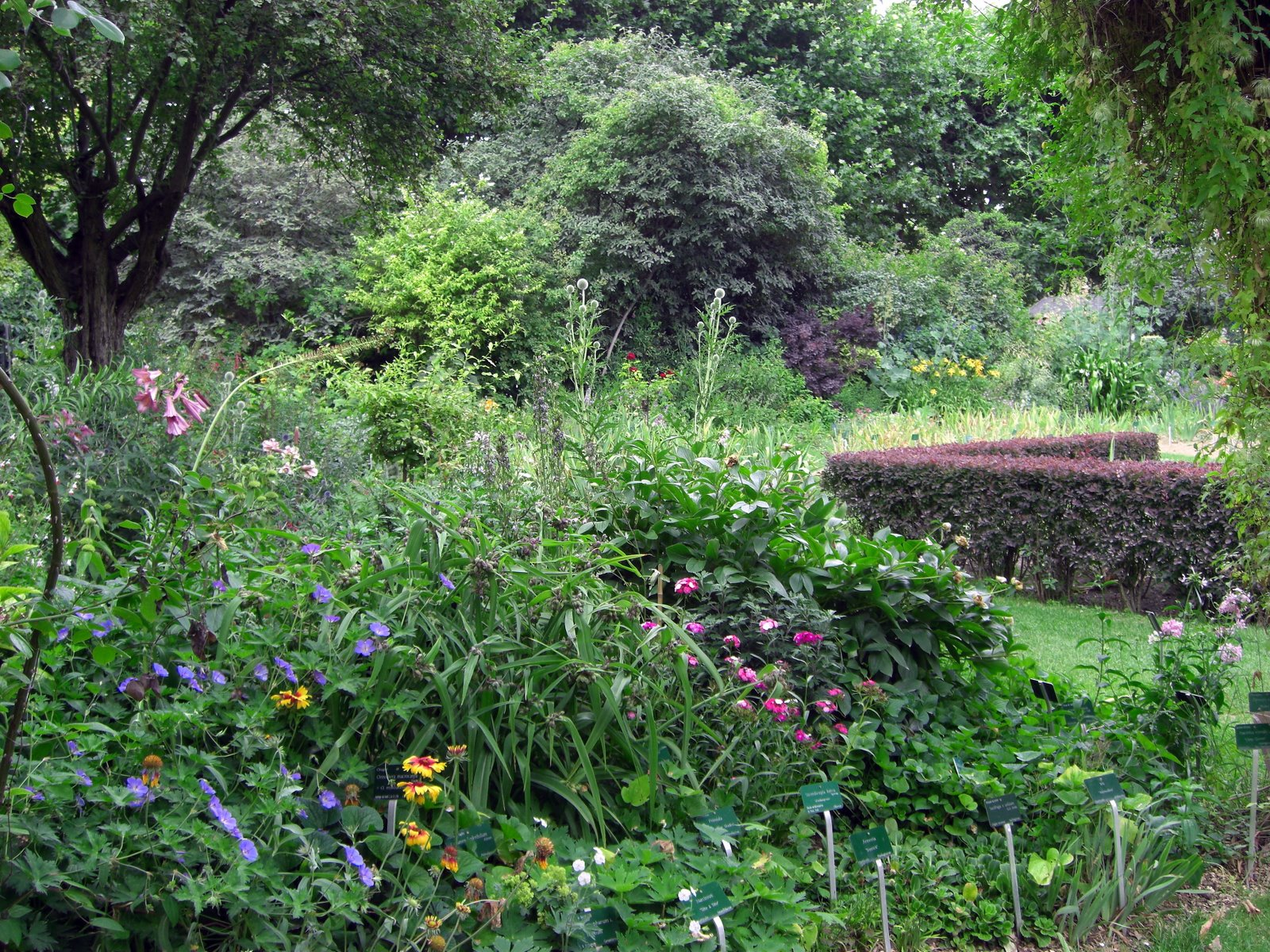
El jardín de los iris
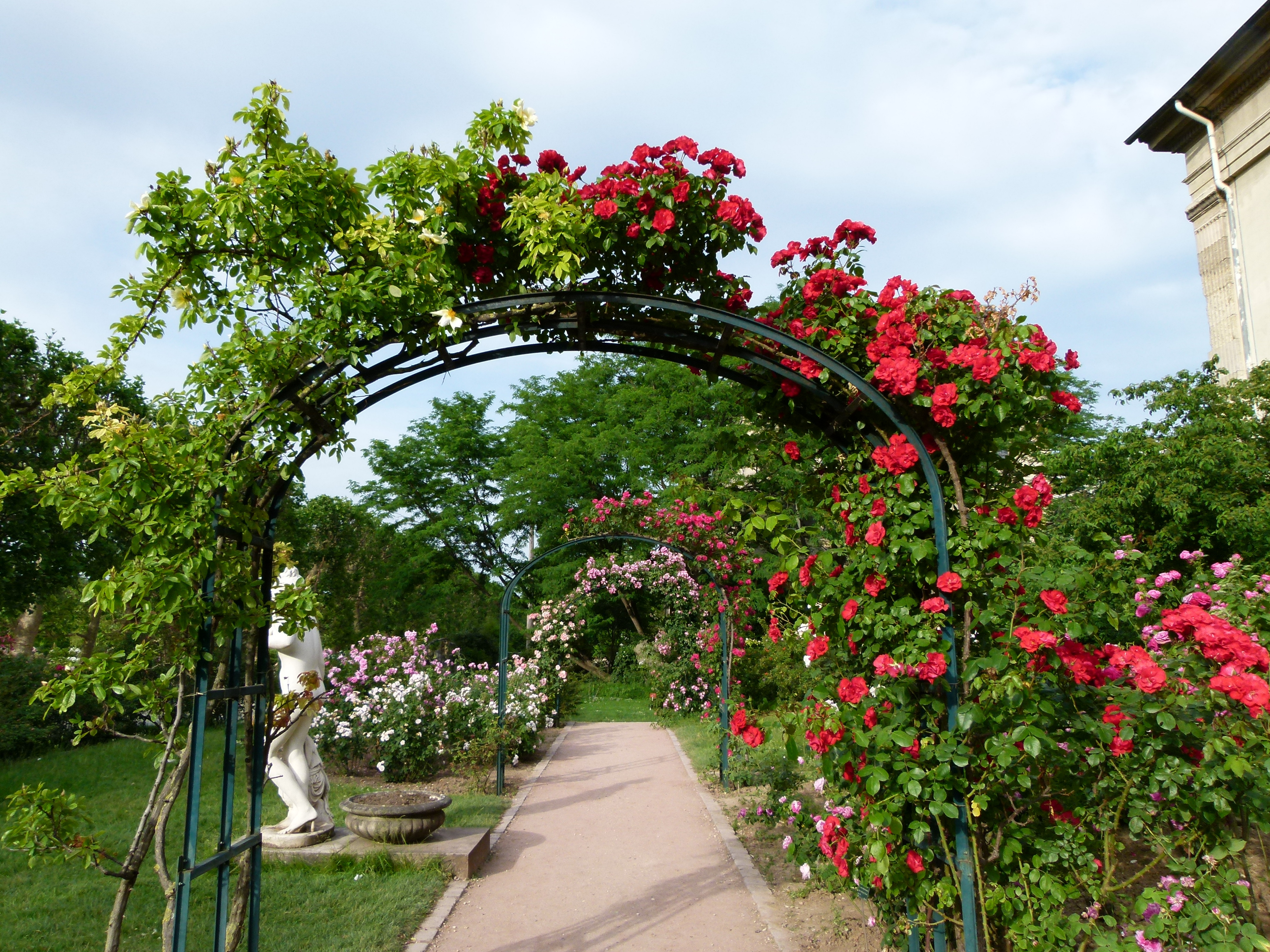
La rosaleda
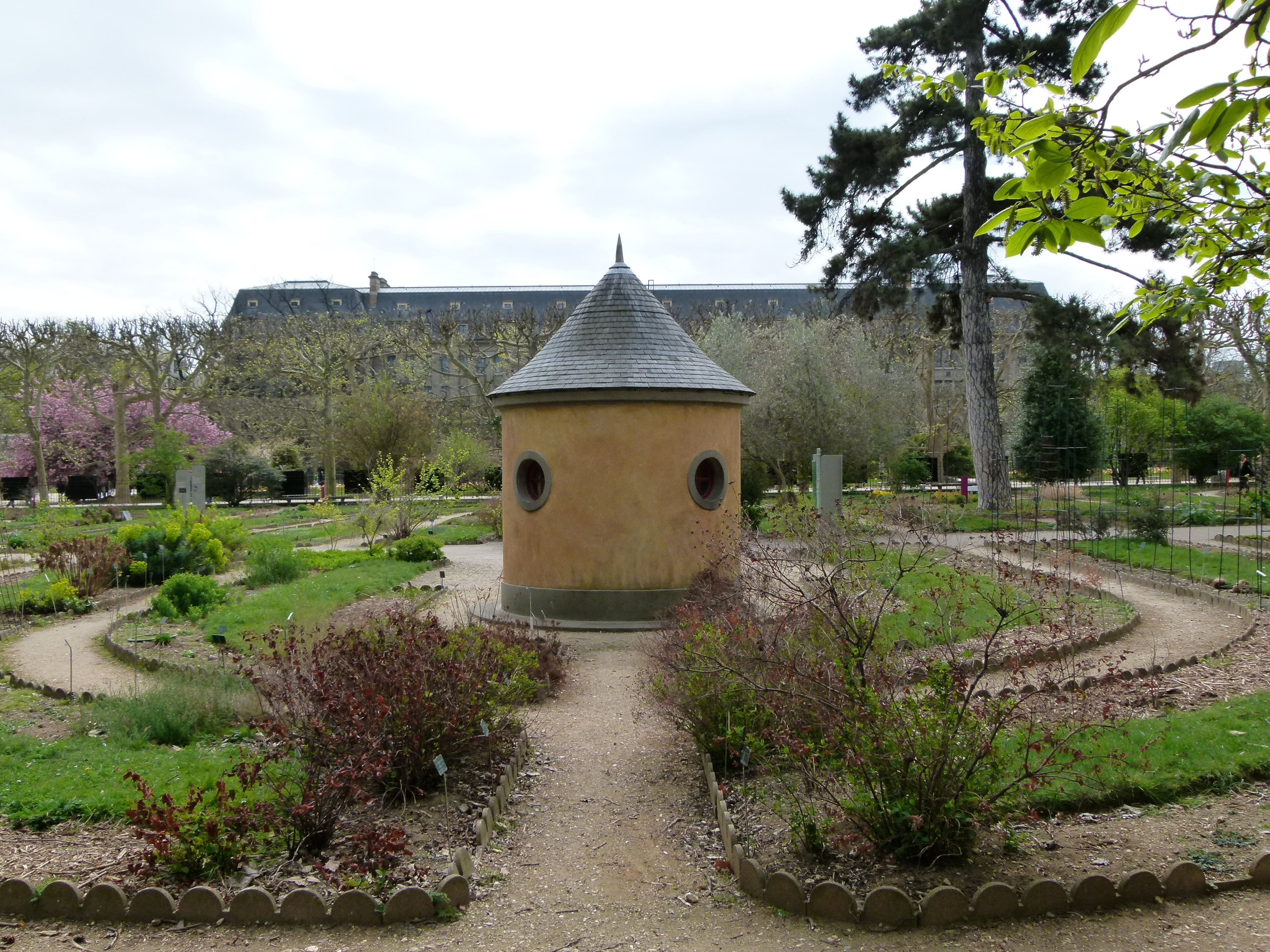
El parterre llamado «la escuela de botánica»

## Historia
Creado en 1635, el Jardin royal des plantes médicinales («Real jardín de las plantas medicinales», conocido también como le Jardin du roi, «el Jardín del rey») es rebautizado por la Revolución francesa en 1793 como el Muséum national d'histoire naturelle (Museo Nacional de Historia Natural). El jardín mismo, ya sin el adjetivo de royal («real») pasa desde entonces a ser conocido simplemente como «Jardín de las plantas».
La Revolución había estallado poco después de la muerte de Buffon (intendente del Jardin du roi), e implicó numerosos cambios en la organización del Jardín. Aquí el inicio del texto de la fundación, redactado por los mismos científicos, a petición de la Asamblea Nacional:
- Artículo I: El establecimiento se nombrará Museum d'Histoire Naturelle.
- Artículo II: El objetivo principal del establecimiento será la enseñanza pública de la historia natural, en toda su extensión, y aplicada al avance de la agricultura, del comercio y de las artes.
- Artículo III: El Museo de Historia Natural estará bajo la protección inmediata de los representantes de la Nación.
- Artículo IV: Todos los funcionarios del Museo de Historia Natural tendrán el título de profesores.
- Artículo V: Todos los profesores del Museo tendrán los mismos derechos y deberes.

A fin de conservar el salario elevado de Daubenton, los científicos le nombraron a él y a Buffon como los fundadores del Museo, y Daubenton, entonces con una edad de 74 años, fue nombrado como director de por vida. Siguió un tiempo confuso, en el que el gobierno tuvo otros asuntos más urgentes que tratar. En 1791, Bernardin de Saint-Pierre fue nombrado intendente del Jardín.

Otros edificios
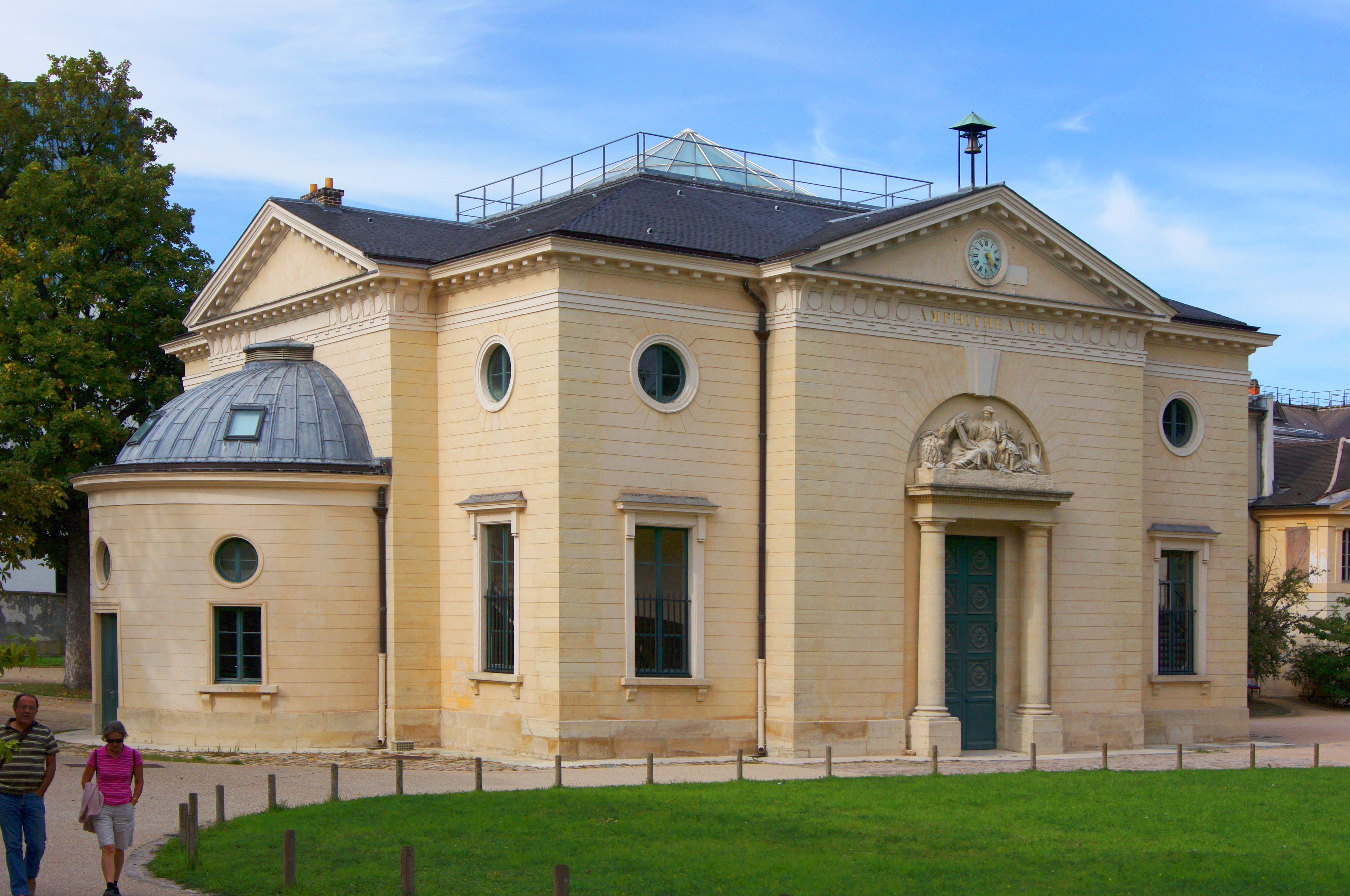
Anfiteatro de Verniquet (1788)
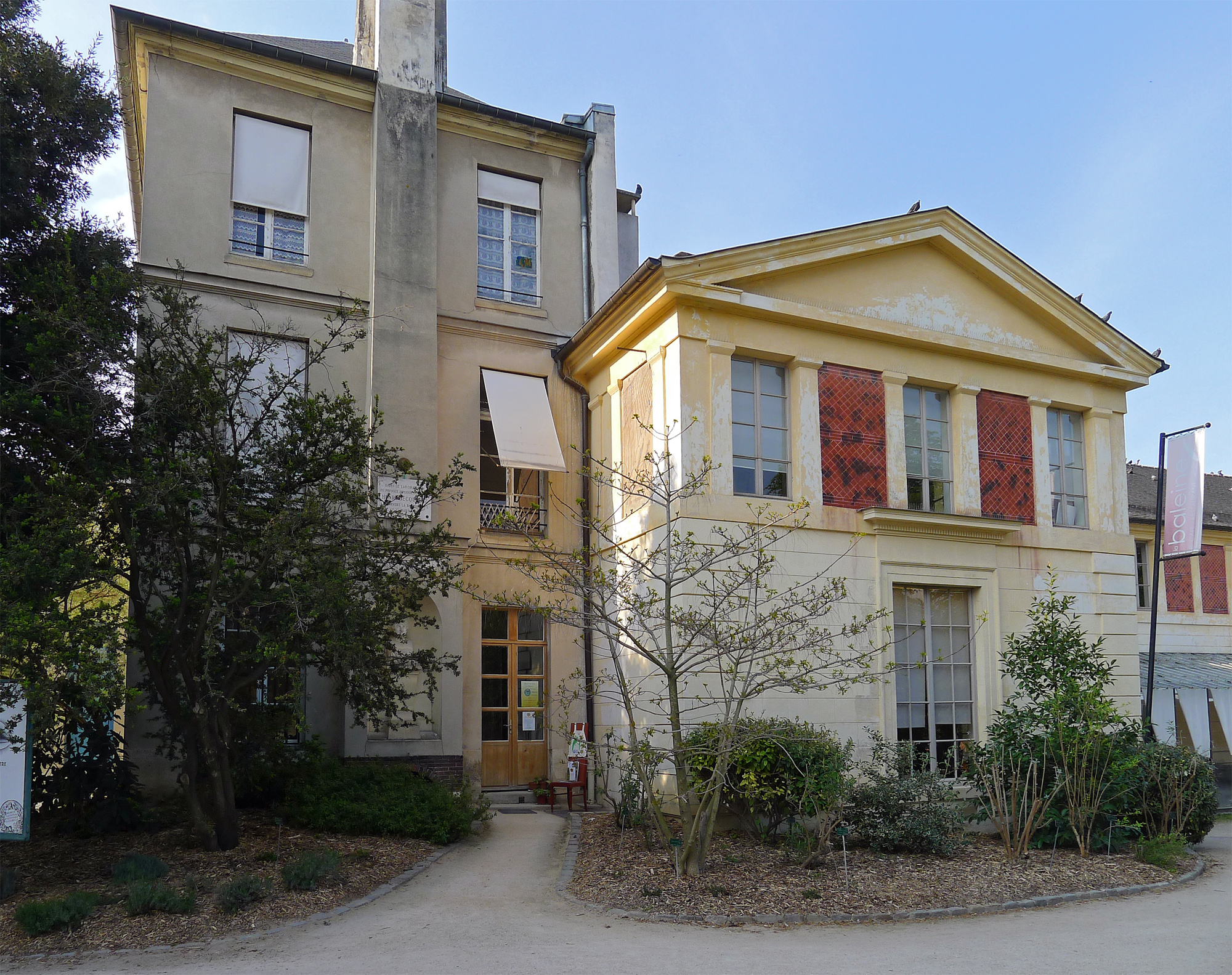
Casa de Cuvier (izquierda), en la que en 1896 Henri Becquerel descubrió la radiactividad (a la derecha el frontón izquierdo del edificio de la ballena)
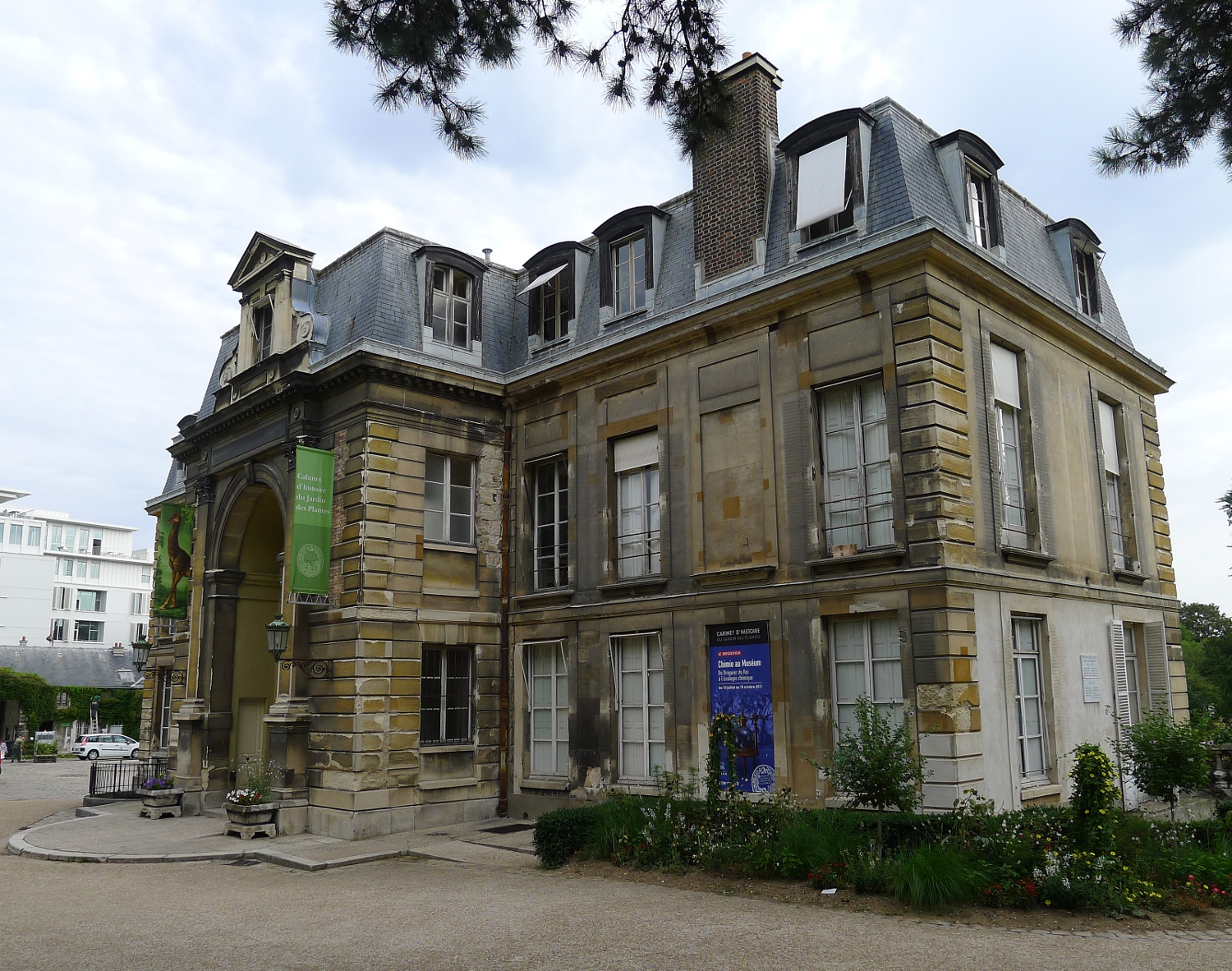
El hôtel de Magny.

Algunas de las esculturas del jardín
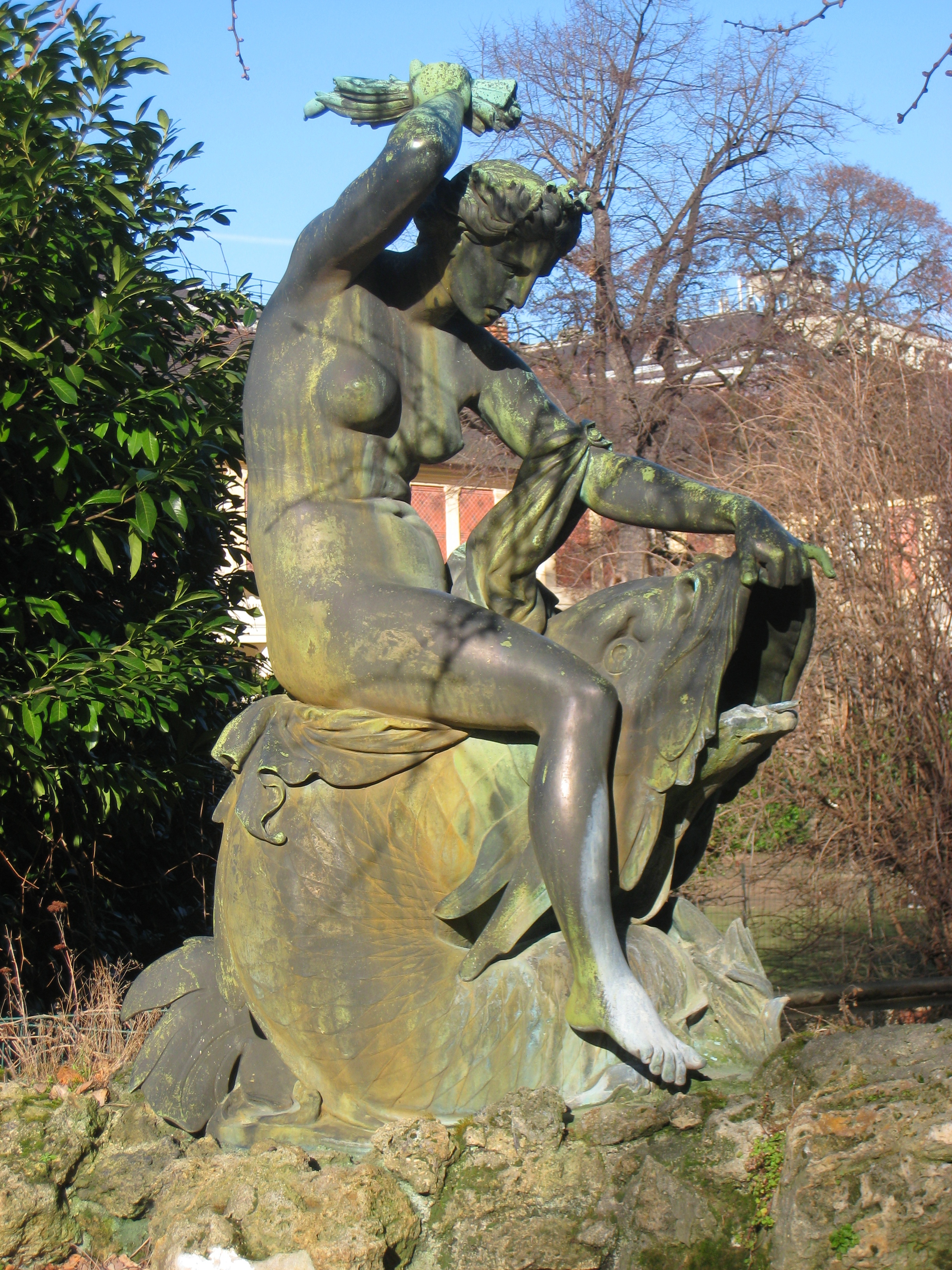
"Nymphe tourmentant un dauphin", por Joseph Félon.
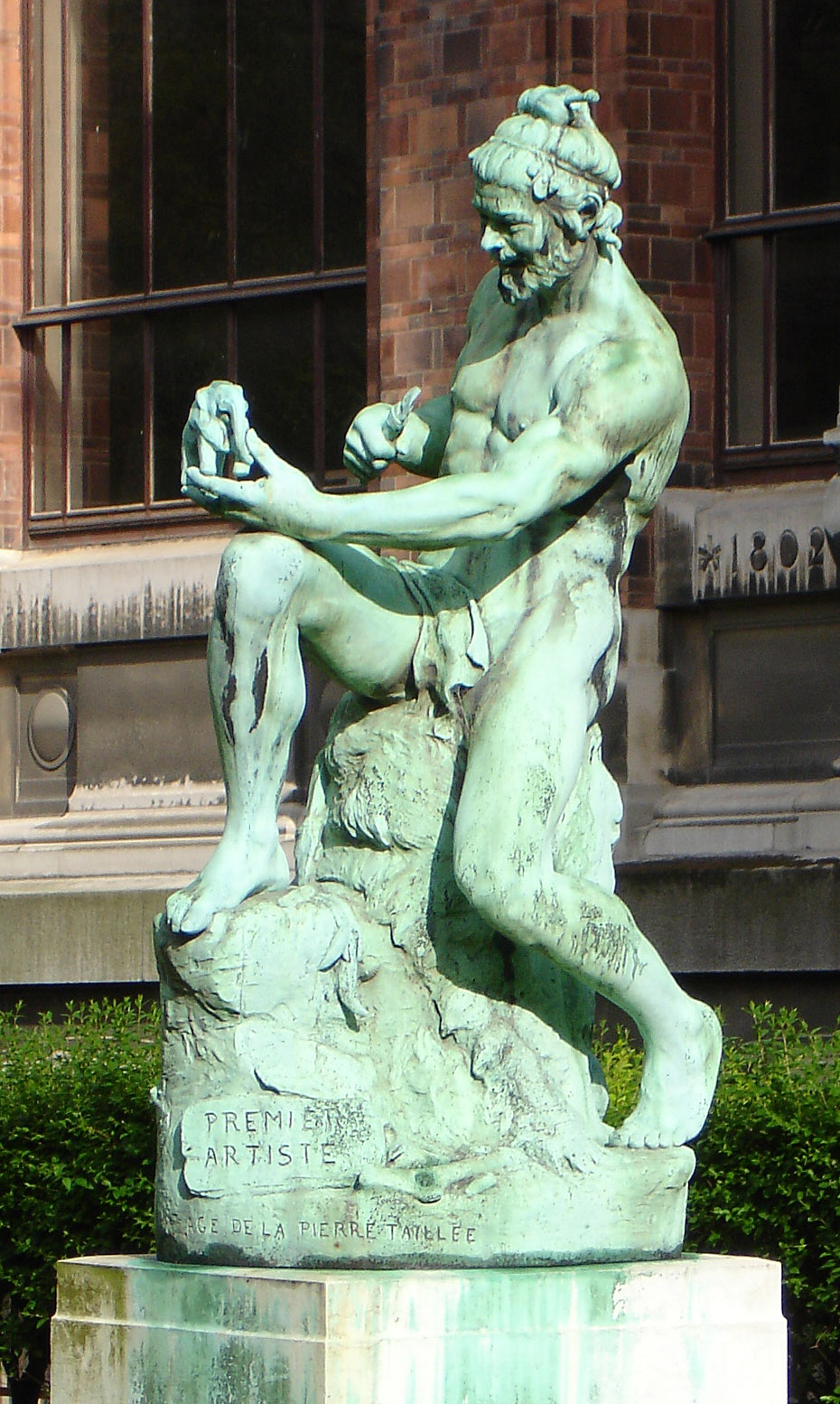
"Premier Artiste", por Paul Richer.
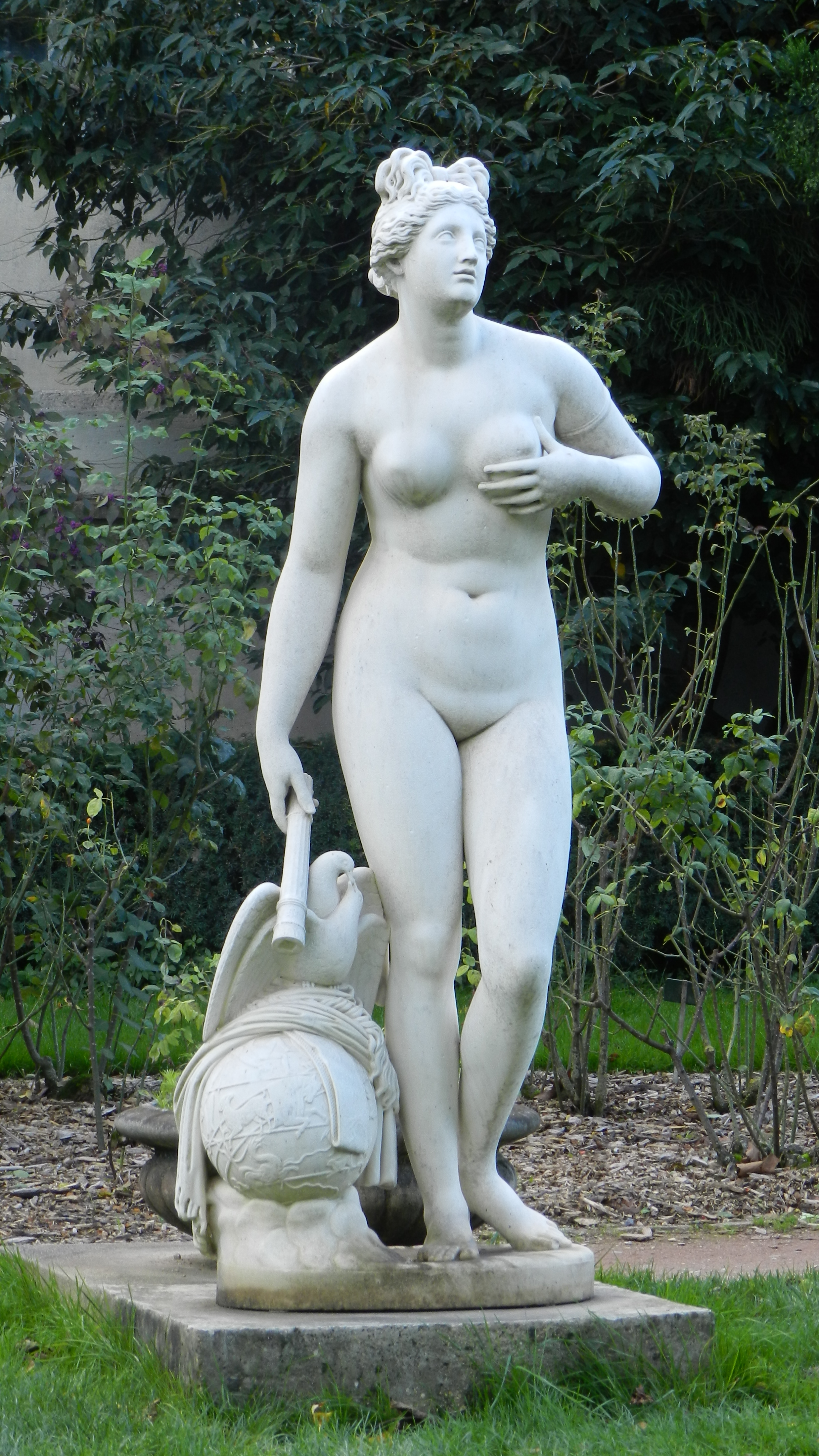
"Vénus genitrix", por Charles Dupaty.
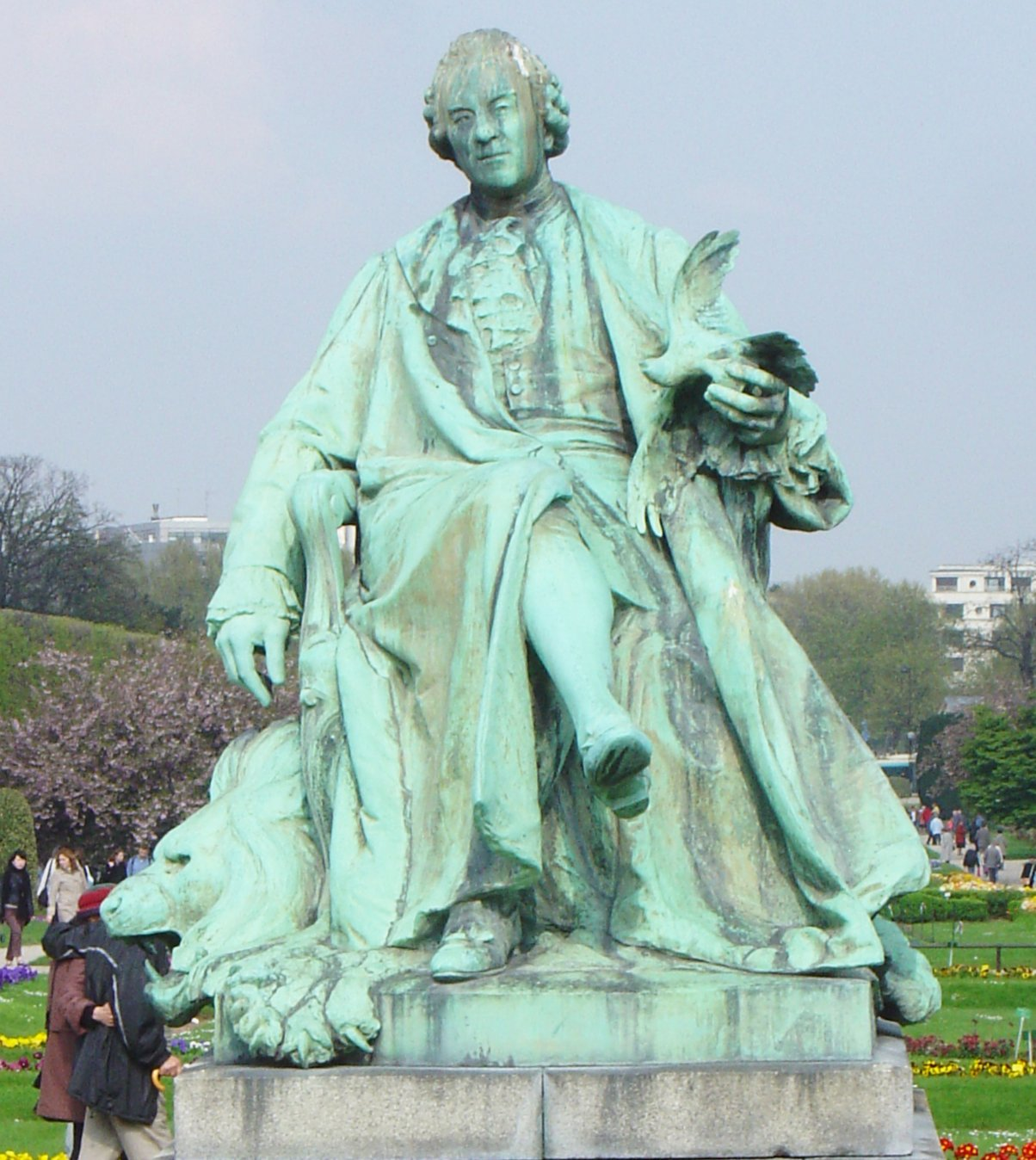
Estatua de Buffon.
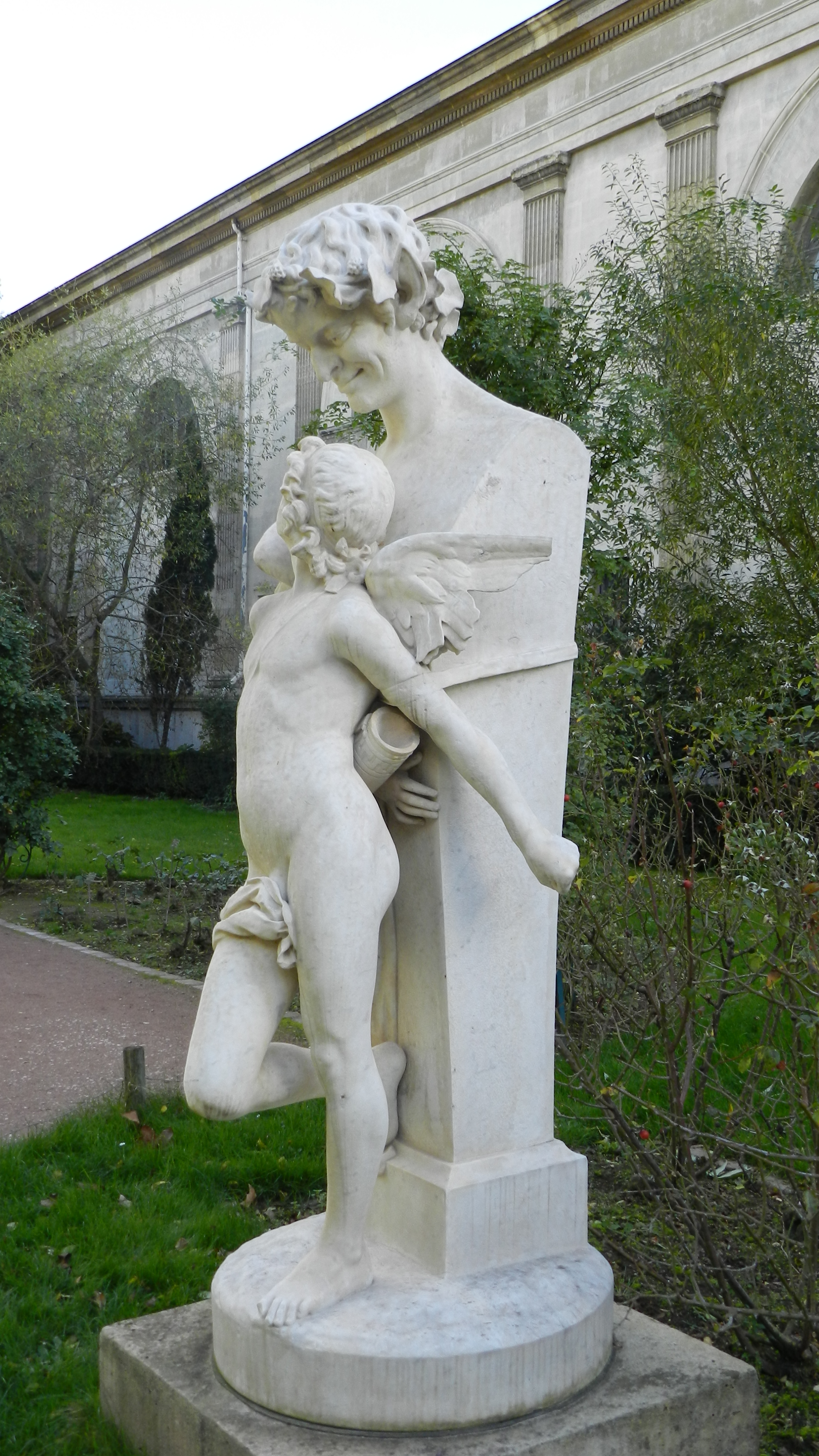
"L'Amour captif", por Félix Sanzel.
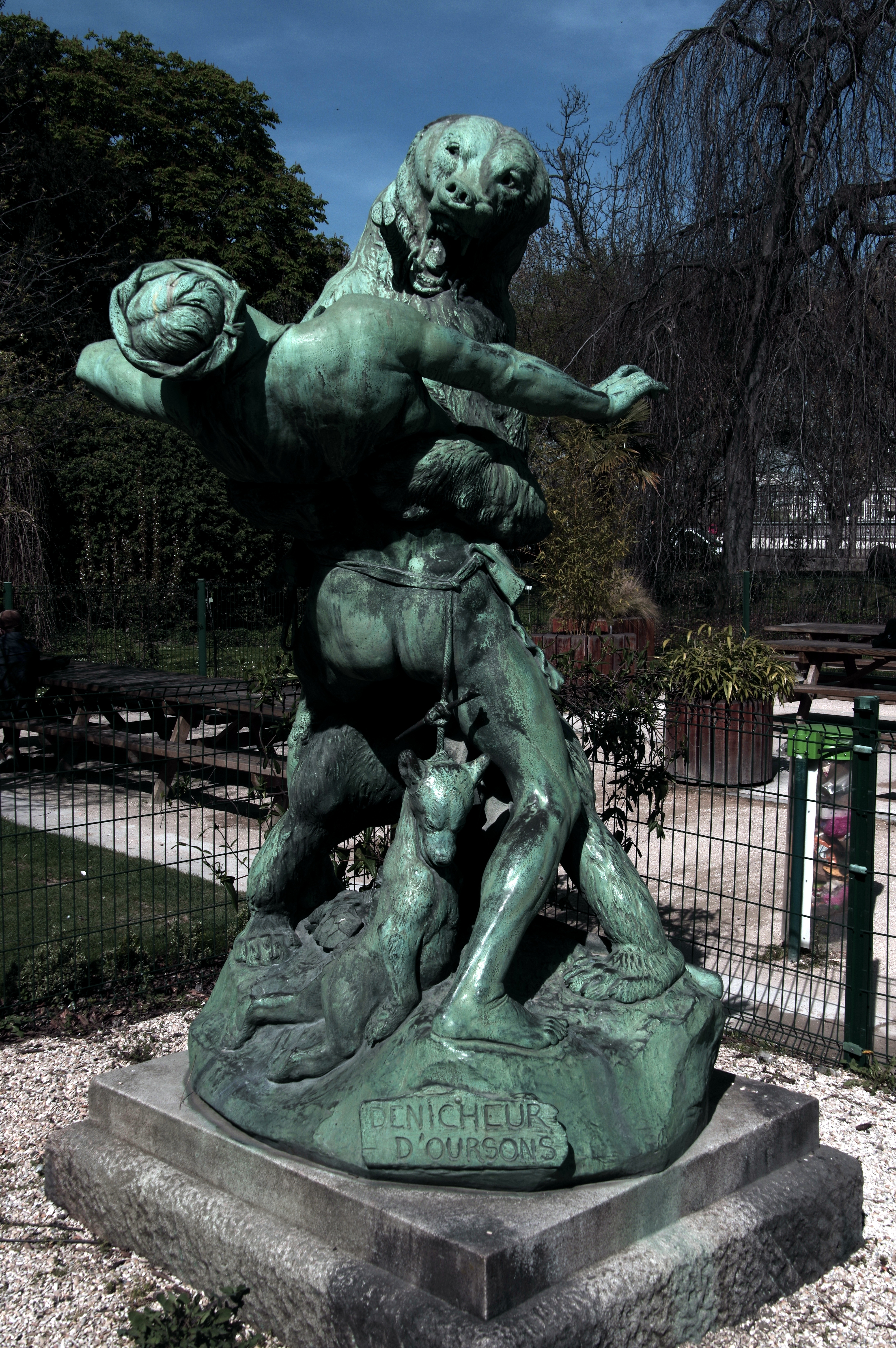
"Le Dénicheur d'Oursons", por Emmanuel Fremiet.
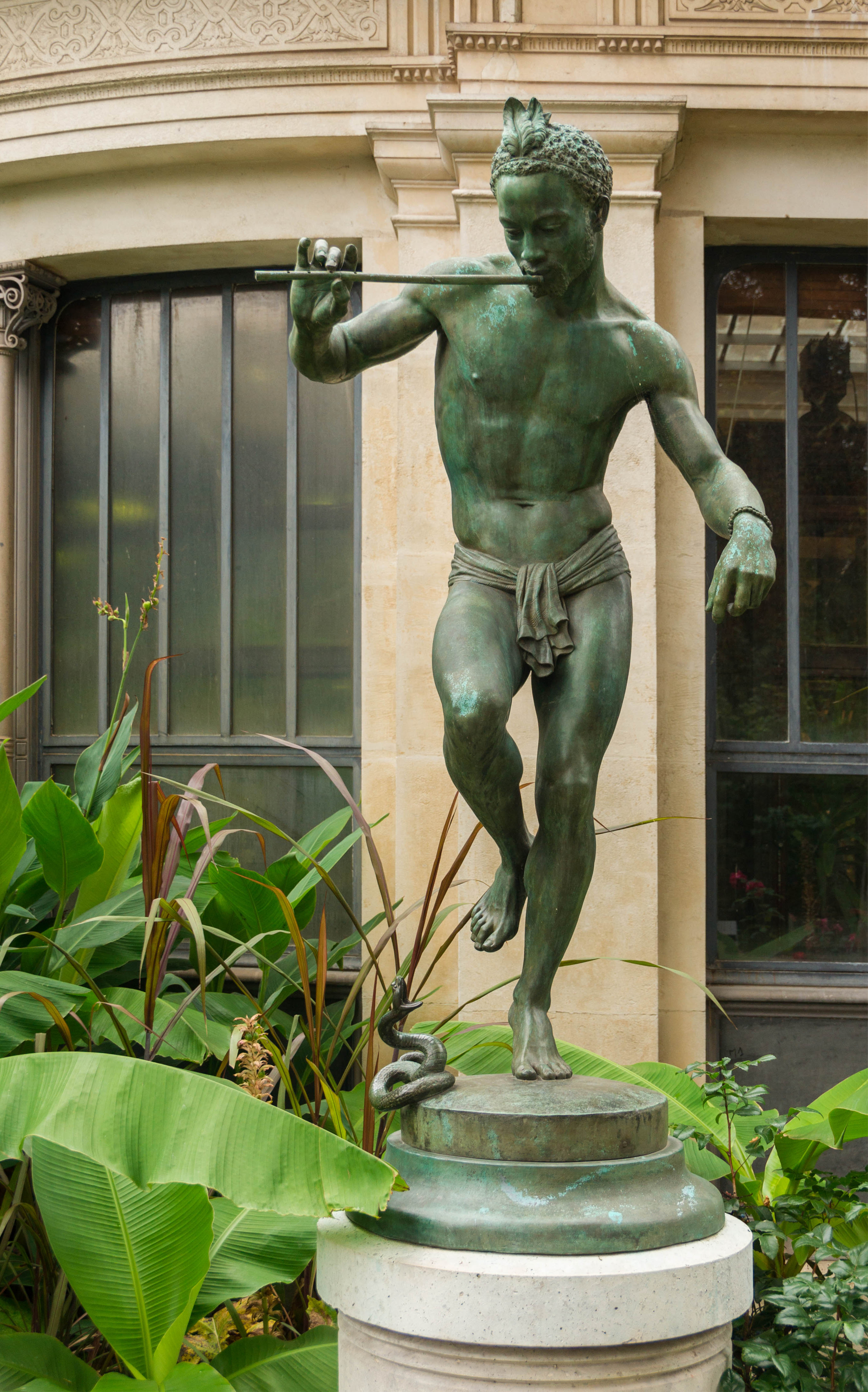
"Charmeur de serpents", por Arthur Bourgeois 1862.